# Умершие в августе 2015 года
Это список известных людей, соответствующих установленным критериям значимости (см. Википедия:Критерии значимости персоналий), умерших в августе 2015 года.
Причина смерти указывается лишь в исключительных случаях (убийство, самоубийство, гибель в результате военных действий, смертная казнь, ДТП или несчастные случаи). В остальных случаях — не указывается.

## 31 августа

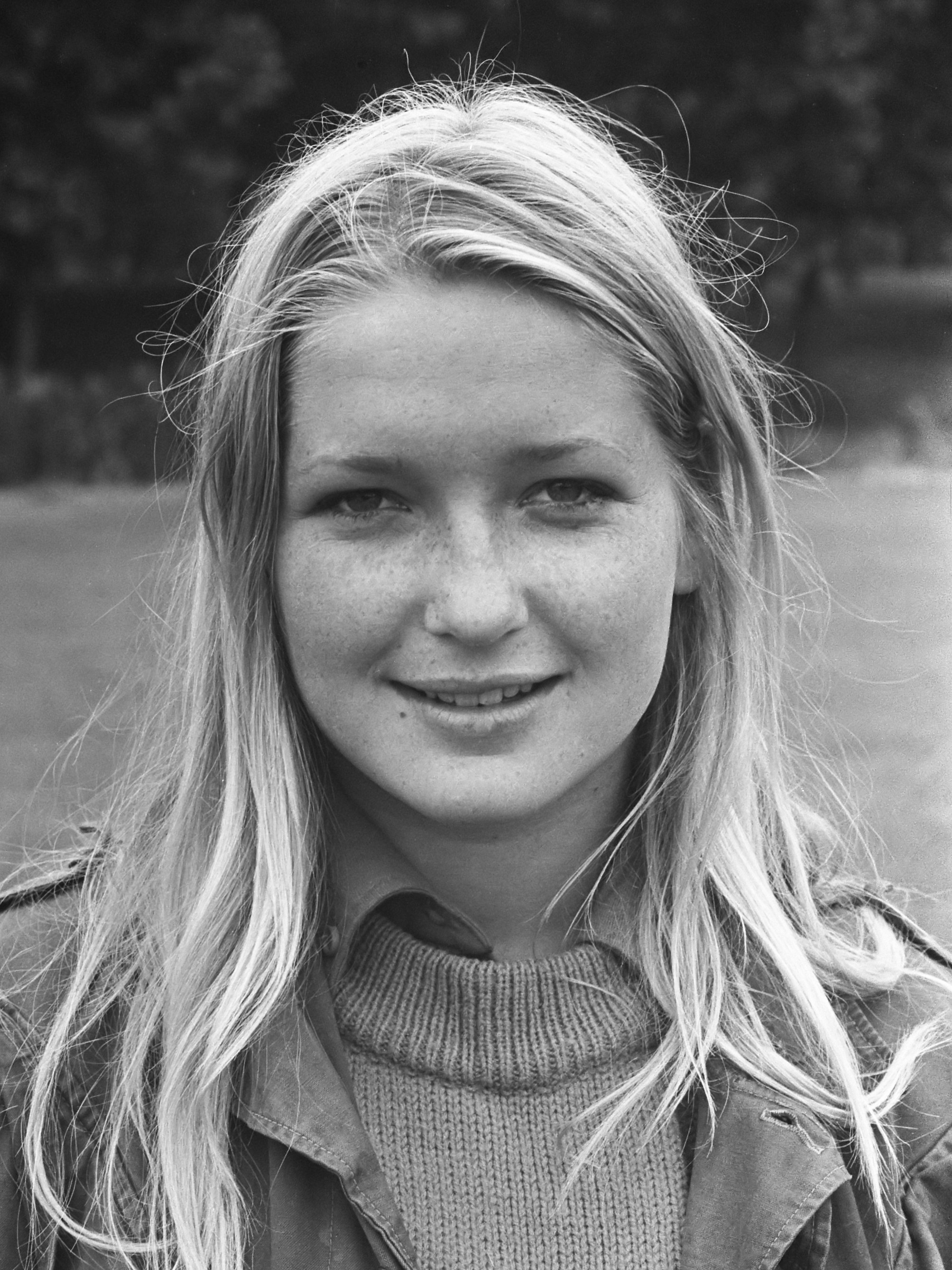
Вилли Стэле

- Беверли, Джой (91) — британская эстрадная певица, участница трио сестер Беверли[1].
- Коджа, Юнус[значимость?] — председатель молодёжного крыла Партии справедливости и развития Турции; убит[2].
- Кузнецов, Анатолий Петрович (71) — советский и российский дипломат, Чрезвычайный и Полномочный Посол России в Никарагуа и по совместительству в Гондурасе и Сальвадоре (1999—2001) и в Перу (2001—2006)[3].
- Линковски, Сипе[англ.] (85) — аргентинская актриса[4].
- Набер, Владимир Густавович (56) — советский спортсмен по хоккею с мячом, выступавший за алма-атинское «Динамо» (1978—1995), чемпион СССР (1990)[5].
- Овнанян, Ваагн (83) — американский бизнесмен армянского происхождения, общественный деятель, меценат[6].
- Стэле, Вилли (60) — нидерландская воднолыжница, чемпионка мира (1971)[7].
- Тимурзиев, Ислам Яхьяевич (32) — российский боксёр-любитель, обладатель Кубка мира (2005), чемпион Европы (2006)[8].
- Аджинджал, Шалодиа Мадзарович (83) — советский и абхазский писатель, народный писатель Абхазии (2012)[9].

## 30 августа

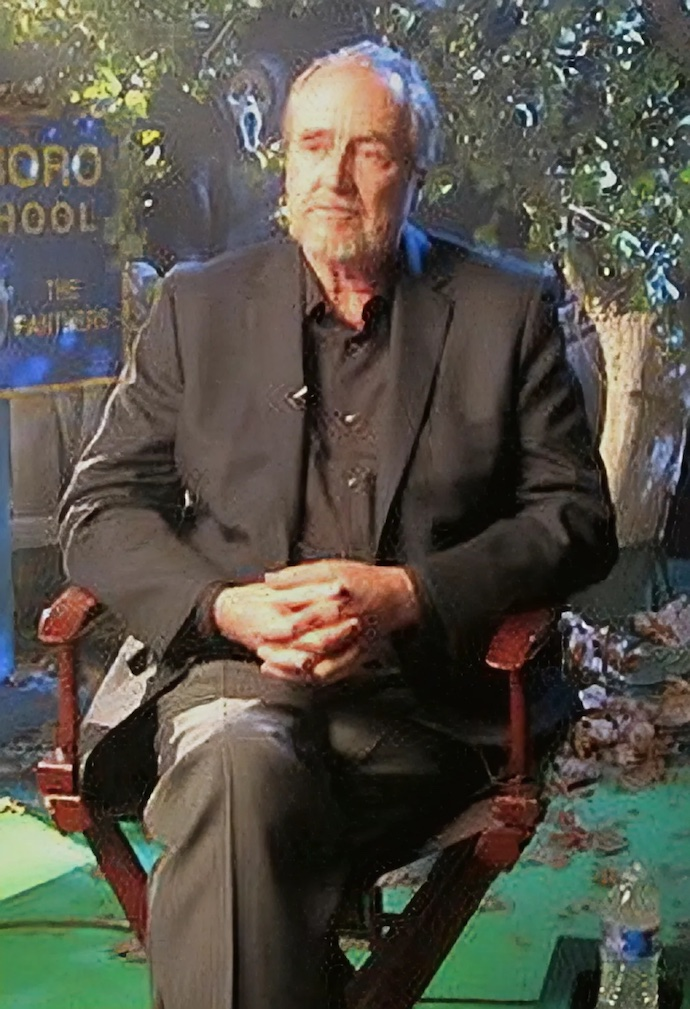
Уэс Крэйвен

- Алиев, Адалло Магомедович (Адалло, Адалло Али) (83) — советский и российский дагестанский поэт и общественный деятель[10].
- Кайл Жан-Батист (21)[значимость?] — американский актёр бродвейских мюзиклов («Отверженные»); упал с пожарной лестницы[11].
- Крэйвен, Уэс (76) — американский кинорежиссёр, продюсер и сценарист; рак мозга[12].
- Мендел, Марвин (95) — американский государственный деятель, губернатор Мэриленда (1969—1979)[13].
- Никоноров, Борис Николаевич (76) — советский боксёр лёгкой и полулёгкой весовых категорий, обладатель серебряной медали чемпионата Европы в Москве (1963)[14].
- Сакс, Оливер (82) — американский невролог и писатель[15].
- Сахаров, Михаил Владимирович (64)[значимость?] — геодезист, гроссмейстер «Своей игры»[16].
- Светин, Михаил Семёнович (84) — советский и российский актёр театра и кино, народный артист Российской Федерации (1996)[17].
- Сильва, Эктор (75) — уругвайский футболист, член национальной сборной, участник чемпионатов мира (1962, 1966)[18].
- Стрельченко, Наталья (Наталья Стрелле) (38) — норвежская пианистка российского происхождения[19].
- Хорд, Брайан (81) — британский политик, депутат Европейского парламента (1979—1984), один из инициаторов бойкота летних Олимпийских игр в Москве (1980)[20].

## 29 августа
- Уэйн Дайер (75) — американский писатель, писавший на темы саморазвития[21].
- Леггат, Грэм (81) — шотландский футболист, член национальной сборной, участник чемпионата мира по футболу (1958)[22].
- Луо Лань[англ.] (95) — тайваньская писательница-эссеист и радиоведущая[23].
- Панов, Вениамин Данилович (90) — актёр Тюменского драматического театра, заслуженный артист России (1999)[24].
- Чеккарини, Антонио (65) — итальянский футболист, наиболее известный своими выступлениями за клуб «Перуджа» (1976—1983)[25].
- Милорад Экмечич (86) — сербский историк[26].

## 28 августа
- Белоцерковский, Иван Васильевич (83) — советский государственный деятель, министр внешней торговли РСФСР (1986—1990)[27].
- Весоловский, Юзеф (67) — польский католический прелат, архиепископ Римско-католической церкви в 1999—2014 годах, дипломат, первый апостольский нунций, лишённый сана за педофилию[28].
- Конечна, Ярмила (84) — чешский художник по костюмам[29].
- Линд, Джоан (62) — американская спортсменка в гребле академического стиля, двукратный серебряный призёр летних Олимпийских игр в Монреале (1976) и летних Олимпийских игр в Лос-Анджелесе (1984)[30].
- Усенков, Артур Владимирович (79) — советский и российский организатор оборонной промышленности, генеральный директор «Корпорация Рособщемаш», лауреат Ленинской премии, академик Российской академии космонавтики имени К. Э. Циолковского и Международной академии информатики, генерал-майор[31].
- Шенкс, Нельсон (77) — американский художник-портретист[32].

## 27 августа

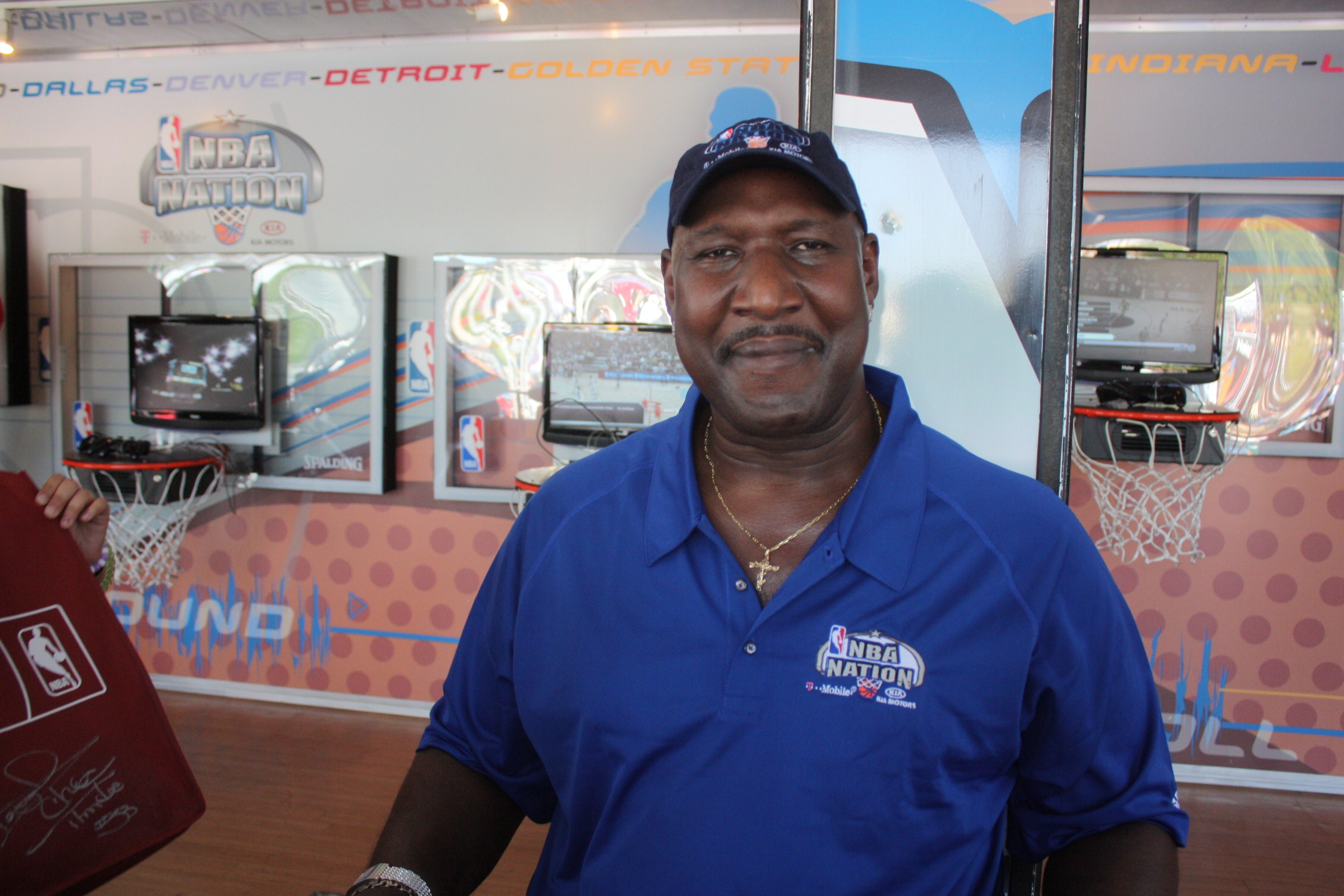
Дэррил Доукинс

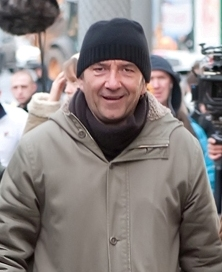
Паскаль Шомей

- Арбор, Эл (82) — канадский хоккеист и тренер[33].
- Ахмед, Кази Зафар (76) — бангладешский государственный деятель, премьер-министр Бангладеш (1989—1990)[34].
- Быков, Олег Николаевич (88) — советский и российский историк, член-корреспондент РАН (1991; член-корреспондент АН СССР с 1987), советник Президиума РАН[35].
- Гергаулов, Лев Васильевич (72) — советский и российский тренер по вольной борьбе, мастер спорта СССР, заслуженный тренер Российской Федерации, заслуженный работник физической культуры Российской Федерации[36].
- Доукинс, Дэррил (58) — американский профессиональный баскетболист, выступавший в составе нескольких клубов НБА[37][38].
- Кыдыралиев, Кадыржан Кыдыралиевич (79) — советский и киргизский кинооператор и кинорежиссёр, народный артист Киргизской ССР (1982)[39].
- Панфёров, Александр Алексеевич (57)[значимость?] — врач, организатор здравоохранения, заслуженный врач Российской Федерации (2013), главный врач центральной городской больницы Сызрани Самарской области[40].
- Попугаев, Иван Арсентьевич (87) — советский партийный и государственный деятель, председатель Тамбовского горисполкома (1977—1980) и первый секретарь Тамбовского горкома КПСС (1980—1987)[41].
- Семешин, Валерий Фёдорович (74) — советский и российский биолог, доктор биологических наук, лауреат Государственной премии Российской Федерации в области науки и техники (2002) и премии имени Н. К. Кольцова (2000)[42].
- Стёпин, Александр Анатольевич (40) — российский актёр («Улицы разбитых фонарей», «Ментовские войны») (тело найдено в этот день)[43].
- Шомей, Паскаль (54) — французский режиссёр («Сердцеед», «Замуж на 2 дня»)[44][45].
- Яранцева, Ангелина Григорьевна (97) — советская и российская певица (лирико-драматическое сопрано), вокальный педагог, теоретик вокала, заслуженный работник культуры Российской Федерации[46].

## 26 августа

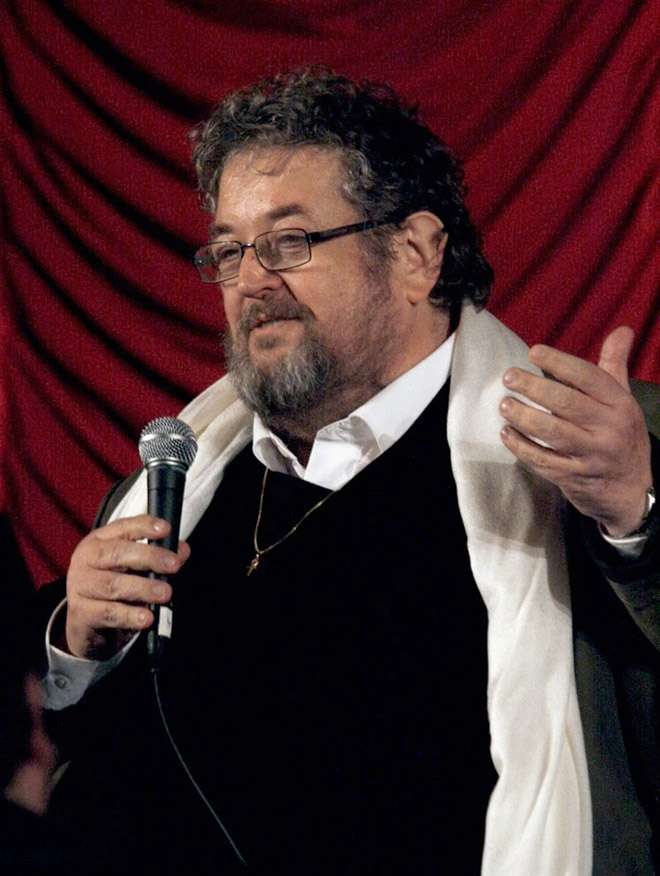
Петер Керн

- Амелия Бойнтон Робинсон (104) — американская правозащитница, ключевая фигура маршей от Сельмы до Монтгомери[47].
- Горина, Любовь Павловна[значимость?] — редактор киностудии «Мосфильм», вдова Григория Горина[48].
- Дымшиц, Марк Юльевич (88) — советский диссидент, участник движения отказников, участник самолётного дела в связи с угоном самолёта в Израиль в 1970 году[49].
- Керн, Петер (66) — австрийский актёр, режиссёр сценарист и продюсер[50].
- Левиков, Александр Ильич (88) — советский и российский поэт[51].
- Малев, Дмитрий Васильевич (66) — советский и российский дипломат, Чрезвычайный и Полномочный Посол Российской Федерации в Гвинейской Республике и в Республике Сьерра-Леоне по совместительству (2004—2011)[52].
- Маникас, Стефанос (63) — греческий государственный деятель, министр (2001—2003)[53].
- Машкареньяш (Домингуш Антониу да Силва) (78) — ангольский футболист («Спортинг» Лиссабон)[54].
- Хлопецкий, Анатолий Петрович (53) — российский писатель, вице-губернатор Калининградской области (2000—2001)[55].

## 25 августа

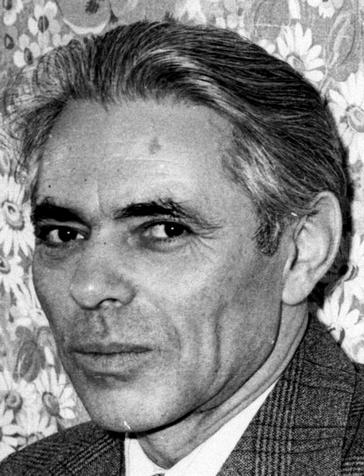
Феликс Березин

- Аббаспур, Байтоллах (36) — профессиональный иранский культурист[56].
- Березин, Феликс Борисович (85 или 86) — советский и российский психиатр[57].
- Брюхов, Василий Павлович (91) — советский офицер, танкист-ас, участник Великой Отечественной войны, Герой Российской Федерации (1995), генерал-лейтенант[58].
- Вязьменский, Станислав Александрович (86) — советский и российский спортивный деятель, основатель традиционного Мурманского марафона[59].
- Еперин, Анатолий Павлович (84) — советский и российский организатор производства в области энергетики, научный руководитель, первый заместитель директора Института ядерной энергетики СПбГПУ[60].
- Остапчук, Ежи Адам (44 или 45) — польский и швейцарский бизнесмен, глава российского филиала шоколадного концерна «Barry Callebaut» (тело найдено в этот день)[61].
- Румессен, Вардо (73) — эстонский пианист, музыковед и политик[62].
- Сейерстед, Франсис (79) — председатель комитета по Нобелевским премиям мира (1991—1999)[63].
- Чех, Виктор Павлович (69) — советский и российский джазовый музыкант, педагог и композитор[64].
- Шамо, Юрий Игоревич (68) — советский и украинский композитор, сын композитора Игоря Шамо[65] [kino-teatr.ru/kino/composer/sov/252583/bio/].
- Шапошникова, Людмила Васильевна (89) — советский и российский искусствовед, писательница, директор общественного Музея имени Н. К. Рериха Международного центра Рерихов, заслуженный деятель искусств Российской Федерации (2002)[66].

## 24 августа

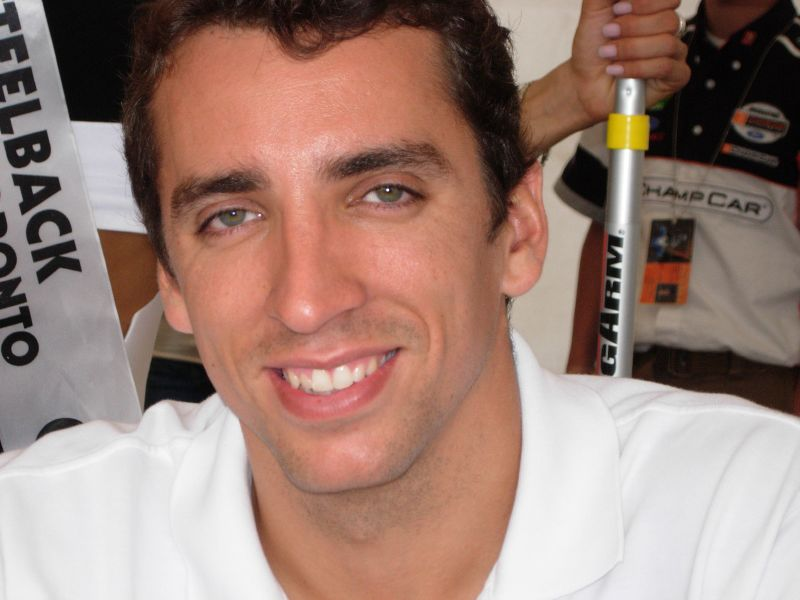
Джастин Уилсон

- ван Котен, Кес (67) — нидерландский футболист («Гоу Эхед Иглз»); рак[67].
- Дуаль, Хуан Карлос (73) — аргентинский актёр («Яго, тёмная страсть»), остановка сердца[68]
- Лысова, Людмила Александровна (91) — советская и российская актриса театра (работала в 13 театрах) и кино (Участок), заслуженная артистка Чеченской Республики (2005) (www.kino-teatr.ru).
- Маки, Чико (76) — канадский хоккеист («Чикаго Блэкхокс»), победитель Кубка Стэнли (1961)[69].
- Пастор, Хулиан (71) — мексиканский актёр («Страсти по Саломее»), режиссёр («Марисоль»), сценарист, оператор, монтажёр и продюсер[70].
- Трауб, Джозеф (83) — американский компьютерный учёный, соавтор алгоритма Дженкинса-Трауба[англ.][71].
- Уилсон, Джастин (37) — британский автогонщик; несчастный случай во время гонки[72].
- Шундеев, Иван Никандрович (84) — советский и российский организатор сельскохозяйственного производства, директор совхоза «Коелгинский», СПК Коелгинское (1970—2013), народный депутат СССР, заслуженный работник сельского хозяйства Российской Федерации[73].

## 23 августа
- Гонсалес Гарсон, Эктор (78) — колумбийский футболист, участник чемпионата мира (1962)[74].
- Камас, Ежи (77) — польский актёр, артист Атенеум Театра и кино[75].
- Лижье, Ги (85) — французский спортсмен и бизнесмен, гонщик и конструктор «Формулы-1», основатель и владелец команды «Лижье»[76].
- Хачатрян, Вардуи (88) — армянская певица, исполнительница романсов, народная артистка Армянской ССР[77].

## 22 августа

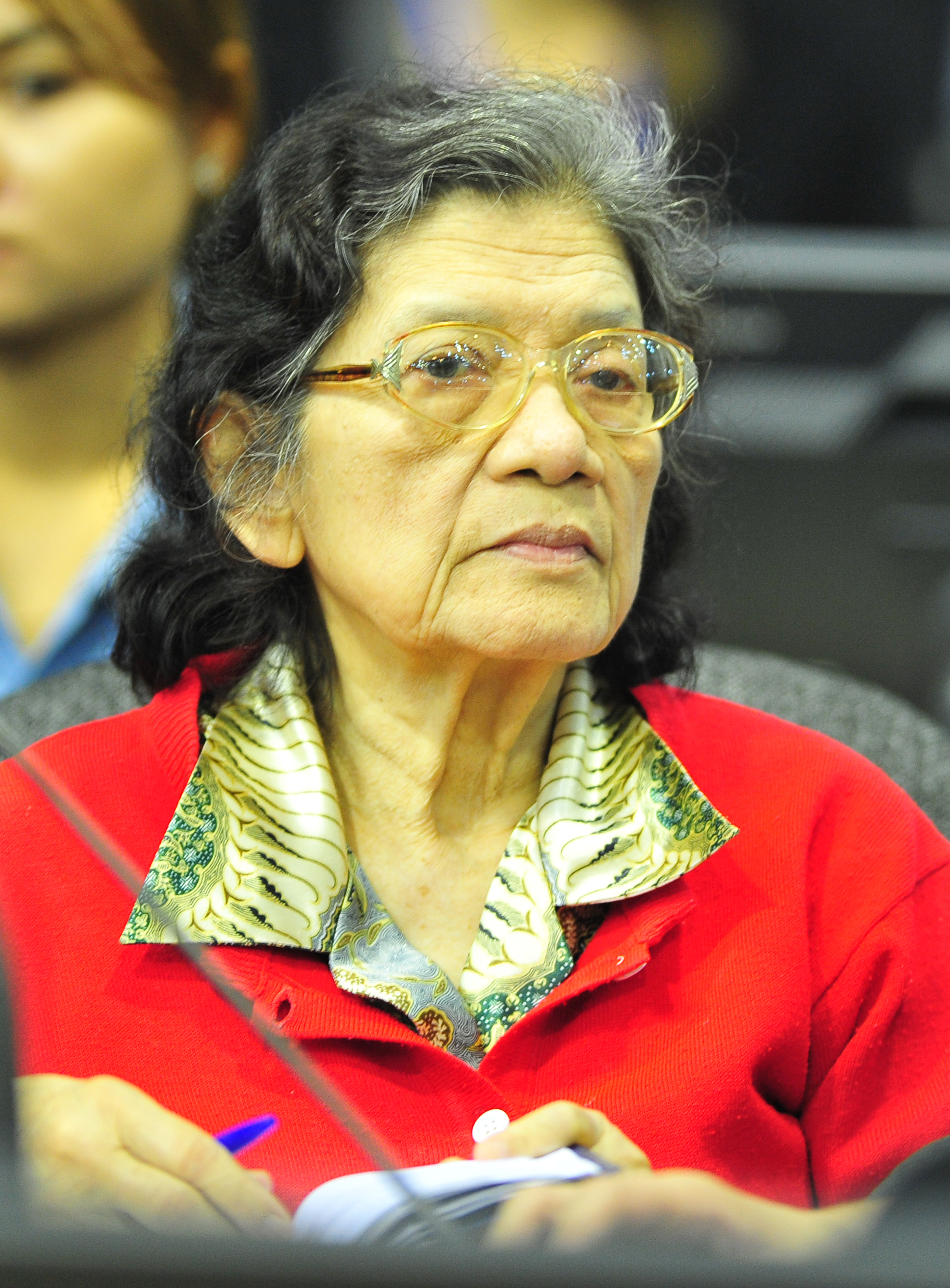
Иенг Тирит

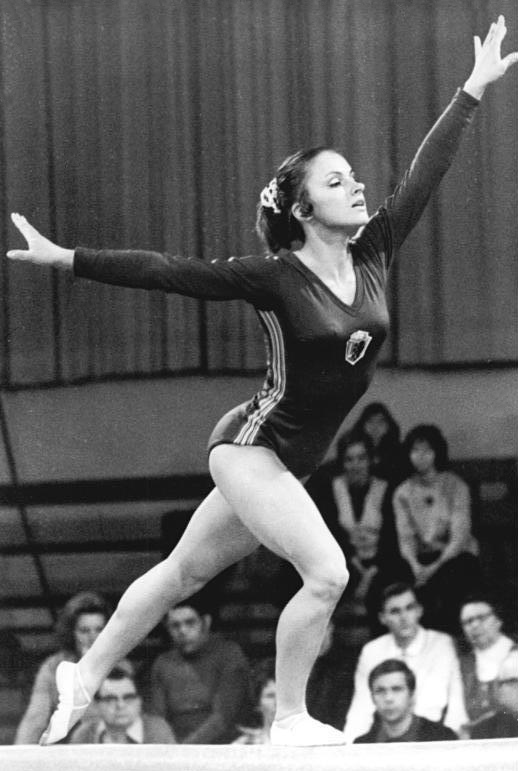
Эрика Цухольд

- Ванханен, Тату (86) — финский политолог[78].
- Дупак, Олег Владимирович (50) — прокурор Астраханской области (2009—2015), заслуженный работник прокуратуры Российской Федерации[79].
- Заблоцкий, Якуб (31) — польский футболист[80].
- Иенг Тирит (83) — кампучийский политик, министр социальной защиты Демократической Кампучии (1975—1979)[81].
- Клебанов, Валерий Захарович (76) — советский и российский поэт[82].
- Морозов, Валерий Степанович (86) — советский и российский учёный, доктор сельскохозяйственных наук, главный учёный секретарь Президиума ДВО ВАСХНИЛ, заслуженный деятель науки Российской Федерации[83].
- Мэппл, Энди (52) — американская воднолыжница, шестикратная чемпионка мира по водному слалому[84].
- Роу, Уильям (84) — американский философ, специалист по философии религии[85].
- Томпсон, Эрик (95) — британский автогонщик[86].
- Циоропулос, Лу (84) — американский баскетболист, двукратный чемпион НБА (1957, 1959) в составе «Бостон Селтикс»[87].
- Цухольд, Эрика (68) — восточногерманская гимнастка, двукратная чемпионка мира, многократный призёр Олимпийских игр в Мехико (1968) и Мюнхене (1972) и чемпионатов мира[88].
- Шнайдер, Йорг (80) — швейцарский актёр[89].

## 21 августа

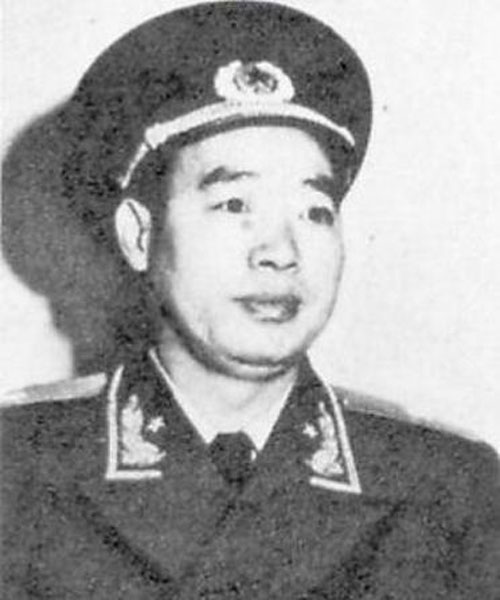
Ван Дунсин

- Ван Дунсин (99) — китайский государственный деятель, заместитель председателя ЦК КПК (1977—1980), руководитель аппарата ЦК КПК (1965—1978), начальник службы безопасности Мао Цзэдуна (1947—1976)[90].
- Дарахвелидзе, Юрий Александрович (78) — советский российский спортивный журналист и комментатор; последствия ДТП[91].
- Менглиев, Шомурат Менглиевич (74) — советский и таджикский ученый-юрист, профессор, заслуженный юрист Республики Таджикистан (1998), заслуженный деятель науки и техники Республики Таджикистан (2008)[92].
- Пиамента, Йоси (63) — израильский рок-гитарист[93].
- Рабинович, Даниэль (71) — аргентинский актёр-комик[94].
- Смирнов, Борис Алексеевич (72) — советский и российский фотожурналист, режиссёр-документалист, кинооператор, педагог[95].
- Эверт, Джимми (91) — американский теннисист и тренер, победитель открытого чемпионата Канады по теннису (1947), отец теннисистки Крис Эверт[96].

## 20 августа

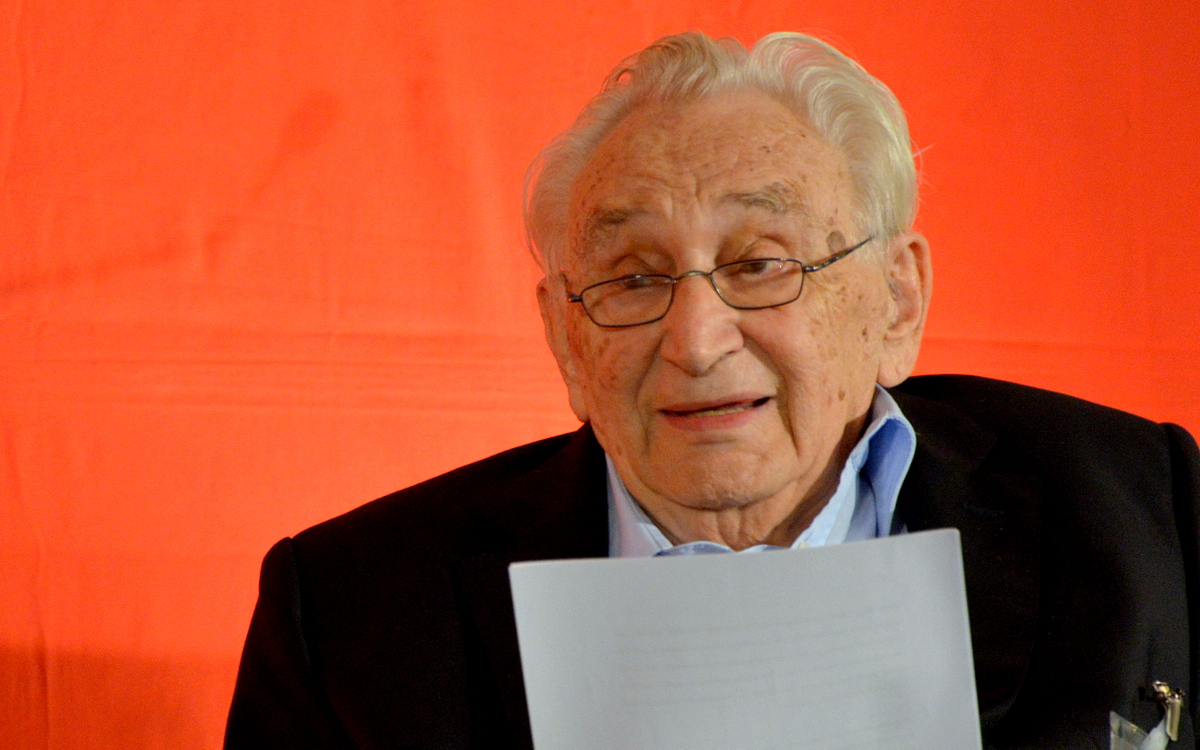
Эгон Бар

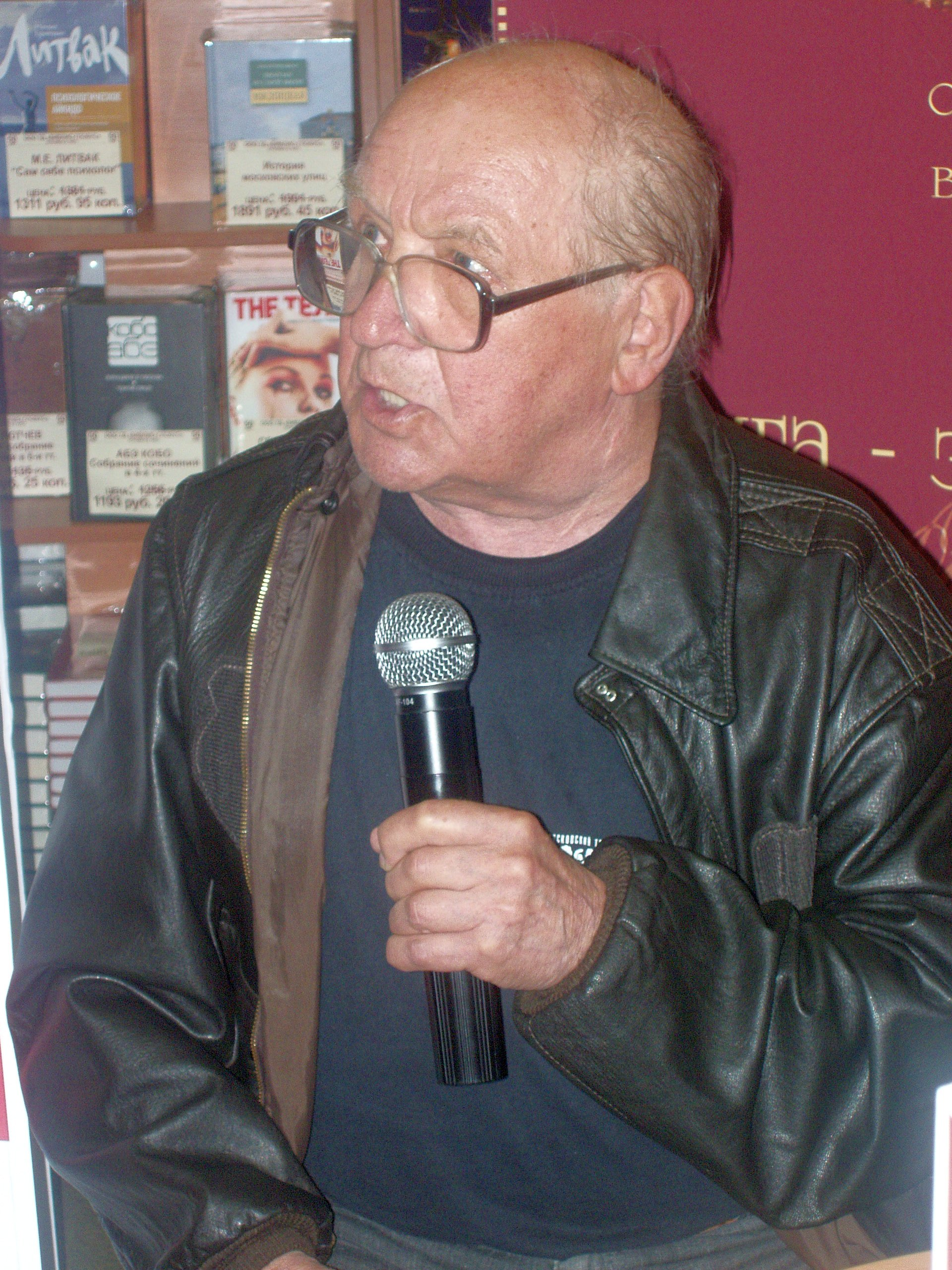
Лев Дуров

- Амбле,Ларс (76) — шведский актёр и театральный режиссёр[97].
- Армин (91) — глава Дома Липпе (1949—2015)[98].
- Балтрушайтис, Август Августович (78) — советский режиссёр и актёр кино[99].
- Бар, Эгон (93) — немецкий политик, министр экономического сотрудничества и развития (1974—1976), автор ключевой идеи новой восточной политики правительства Вилли Брандта «Изменения путём сближения»[100].
- Брабцова, Зузана (56) — чешская писательница[101].
- Войновский, Андрей Сергеевич (56) — советский и российский киноактер[102][103].
- Джойс, Ингаллс (65) — американская модель и актриса («Адская кухня», «Смертельная сила») (о смерти стало известно в этот день)[104].
- Дуров, Лев Константинович (83) — советский и российский актёр театра и кино, народный артист СССР (1990); пневмония[105].
- Матишов, Дмитрий Геннадьевич (48) — российский океанограф, директор Института аридных зон ЮНЦ РАН, заведующий кафедрой океанологии Южного Федерального университета, член-корреспондент РАН (2003), сын председателя ЮНЦ РАН Геннадия Матишова[106].
- Морган, Лина (78) — испанская актриса и танцовщица[107].
- Паттерсон, Мелоди (66) — американская актриса[108].
- Флджян, Анаит Гургеновна (65 или 66) — советский и армянский искусствовед, музеевед, дизайнер, директор Музея русского искусства Еревана[109].
- Шицкова, Анастасия Павловна (95) — советский и российский гигиенист, академик РАМН (1992; академик АМН СССР с 1984), академик РАН (2013)[110].

## 19 августа
- Ал-Армути, Наззал (91) — иорданский государственный деятель, министр внутренних дел (1964—1965)[111].
- Амаев, Амир Джабраилович (93) — советский и российский физик-ядерщик, доктор технических наук, лауреат Ленинской премии[112].
- Димитров, Динко (53) — болгарский футболист (ЦСКА София)[113].
- Кирия, Мекки Андреевич (93) — советский и абхазский математик, педагог, участник Великой Отечественной войны[114].
- Ларрета, Антонио (92) — уругвайский писатель и актёр[115].
- Мордухович, Мирон Владимирович (86) — советский и российский архитектор, заслуженный строитель Российской Федерации (1994), почётный архитектор России (2004) (о смерти стало известно в этот день)[116].
- Немцев, Иван Трифонович (73) — советский и российский спортсмен-гиревик, мастер спорта СССР, многократный чемпион России, Европы и мира[117].

## 18 августа

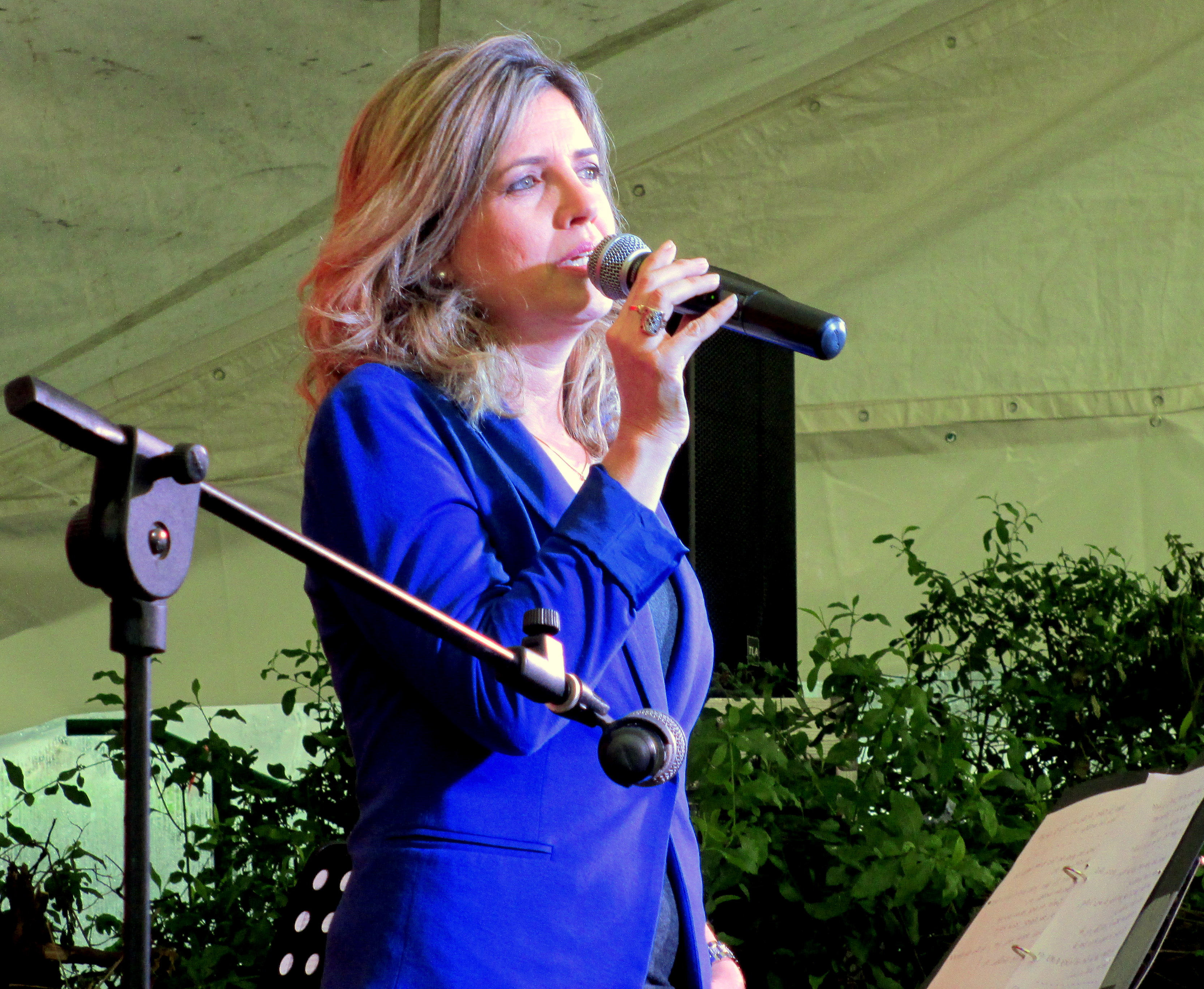
Рема Мессингер

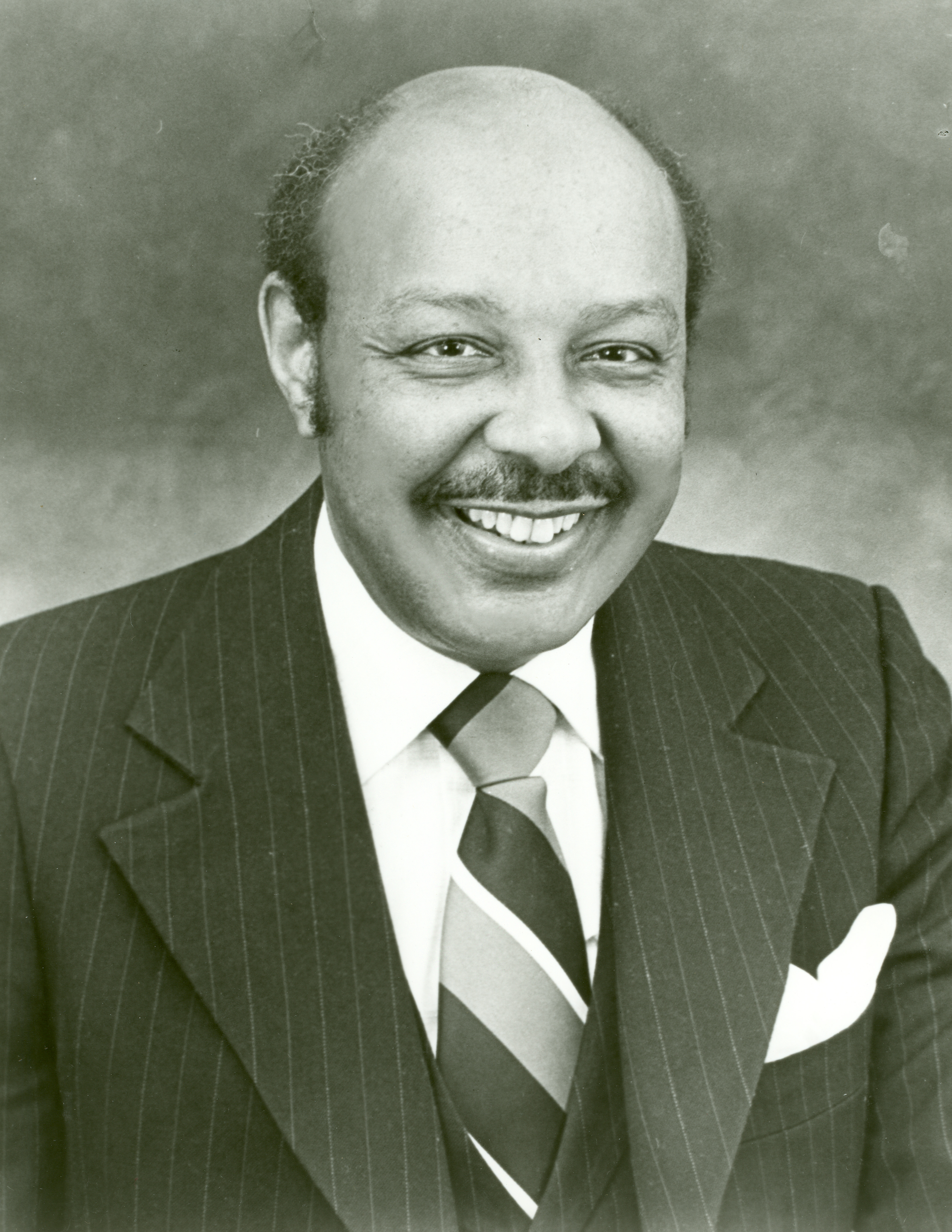
Луис Стокс

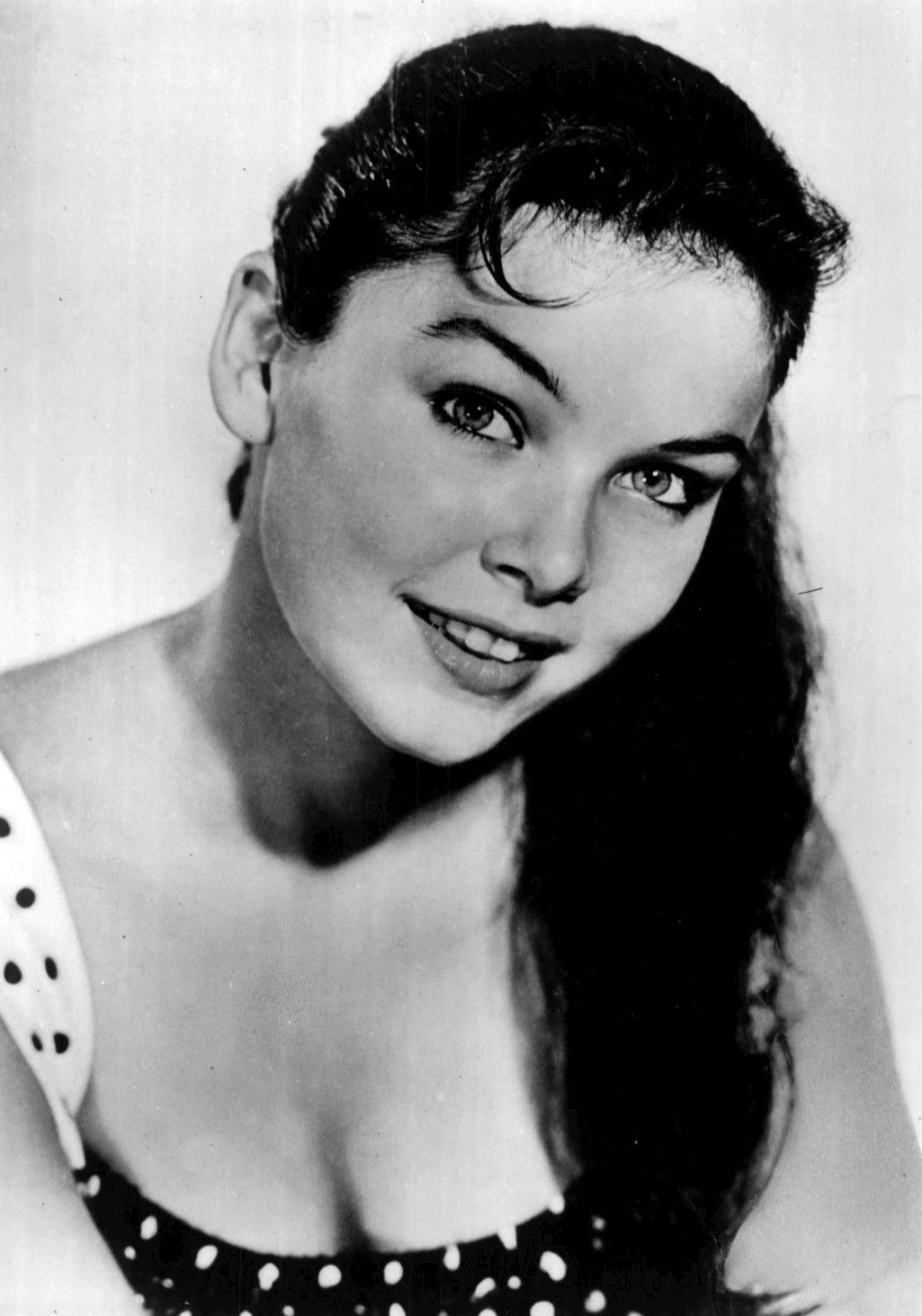
Ивонн Крейг

- Абу Муслим ат-Туркмани (?) — один из лидеров ИГ в Ираке; убит[118].
- Али, Кэролин (70) — американский продюсер, номинант на премию «Оскар» (2003) («Тупак: Воскрешение»)[119].
- Асаад, Халид (82) — сирийский ученый-археолог, главный смотритель музейного комплекса Пальмира; убит[120].
- Дурыгин, Олег Константинович (55) — российский актёр, каскадёр («Менялы»)[121].
- Йоркин, Бад (89) — американский телепродюсер и режиссёр («Начинайте революцию без меня»), награждён 25 премиями «Эмми»[122].
- Кауфман, Борис Матвеевич (77) — российский фотограф и фотожурналист[123].
- Кортни, Хью (73) — британский аристократ, граф Девон (1998—2015)[124].
- Литовкин, Валерий Николаевич (83) — советский и российский ученый-правовед, заместитель руководителя Центра частноправовых исследований Института законодательства и сравнительного правоведения при Правительстве Российской Федерации, заслуженный юрист России[125].
- Мессингер, Рема (46) — израильская актриса[126].
- Митрофанов, Юрий Геннадьевич (65) — советский, российский и азербайджанский театральный актёр, артист Азербайджанского русского драматического театра имени Самеда Вургуна, заслуженный артист Республики Азербайджан[127].
- Мукерджи, Сувра (74) — первая леди Индии (с 2012), супруга президента Индии Пранаба Мукерджи[128].
- Поздняков, Виктор Егорович (74) — российский театральный актёр, артист Костромского драматического театра имени А. Н. Островского[129].
- Рид, Чарльз (56) — британский математик[130].
- Семченко, Олег Иванович (68) — советский государственный деятель, председатель исполкома Новосибирского городского Совета народных депутатов (1990—1991)[131].
- Смит, Уильям Джей (97) — американский поэт-лауреат[132].
- Стокс, Луис (90) — американский конгрессмен (1969—1999), председатель комитета по разведке (1987—1989)[133].
- Фило, Владимир (75) — католический епископ Рожнявы (2008—2015)[134].
- Хендерсен, Расселл (91) — британский музыкант, один из основателей Ноттинг-Хиллского карнавала[135].

## 17 августа

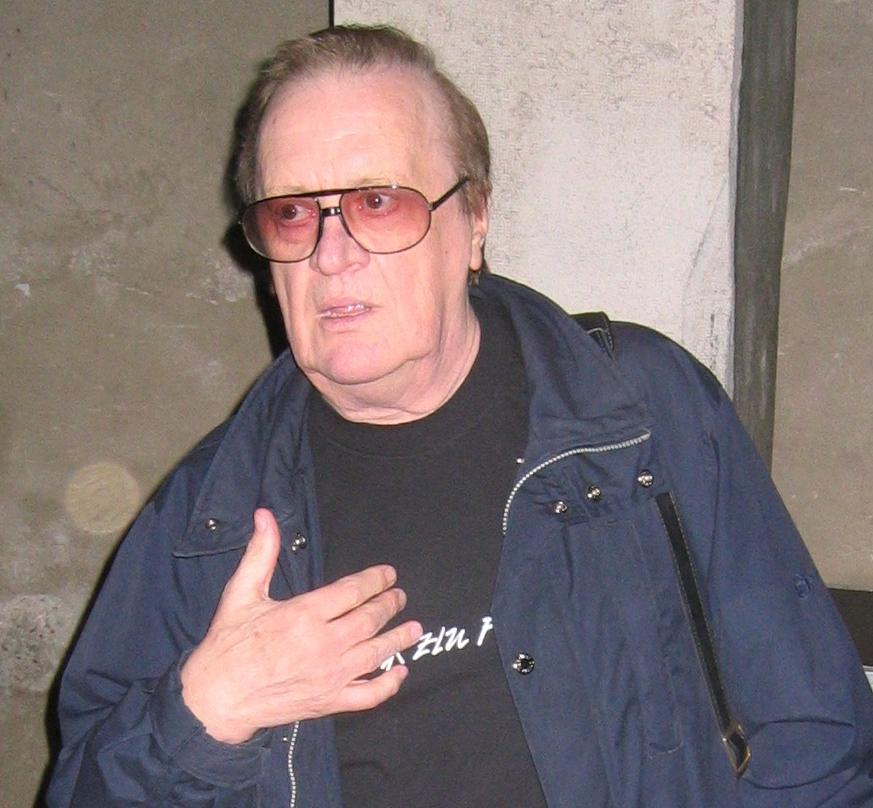
Арсен Дедич

- Брукс, Беата (84) — британский политик, депутат Европейского парламента (1979—1989)[136].
- Герреро, Эдуардо (87) — аргентинский гребец академического стиля, чемпион летних Олимпийских игр в Хельсинки (1952)[137].
- Дедич, Арсен (77) — югославский, хорватский поэт-песенник и шансонье сербского происхождения[138].
- Джуманиязов, Базарбай Сагадиевич (79) — советский и казахстанский композитор, Народный артист Казахской ССР[139].
- Крейг, Ивонн (78) — американская киноактриса и балерина; рак[140].
- Майер-Форфельдер, Герхард (82) — немецкий политик и спортивный деятель, президент футбольной команды «Штутгарт» (1975—2000), президент Германского футбольного союза (2001—2006); сердечная недостаточность[141].
- Пашкаи, Ласло (88) — венгерский кардинал, архиепископ Эстергома (1987—1993), архиепископ Эстергом-Будапешта (1993—2002), Примас Венгрии (1987—2002)[142].

## 16 августа

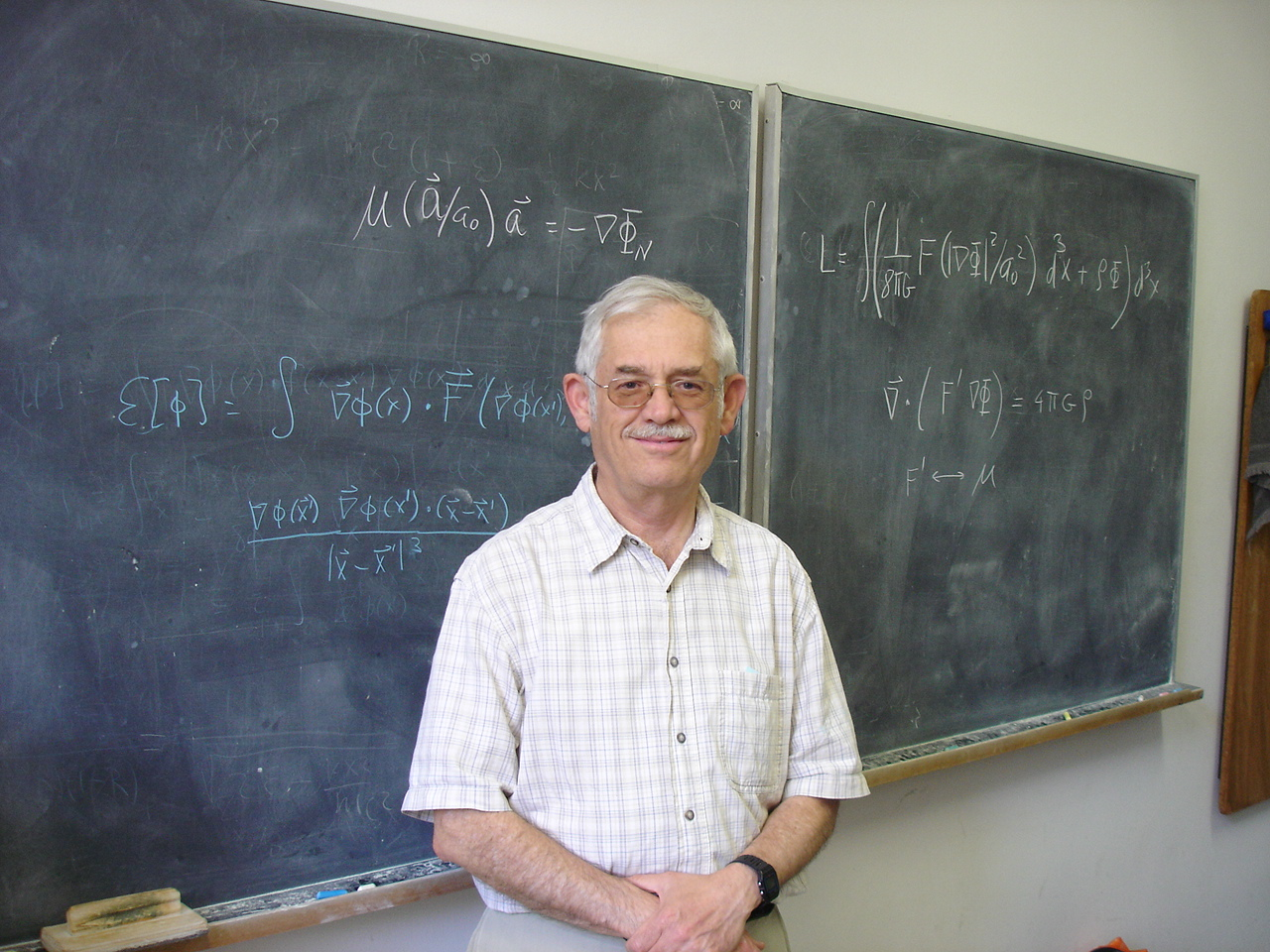
Яаков Бекенштейн

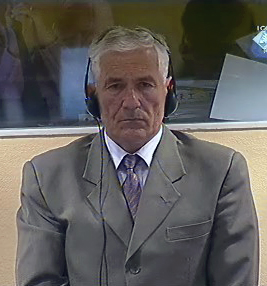
Миле Мркшвич

- Амедян, Сергей Левонович (86) — советский и российский гобоист, солист оркестра Государственного академического Большого театра России, заслуженный артист РСФСР (1976)[143].
- Бекенштейн, Яаков (68) — израильский физик-теоретик, первым в мире высказавший идеи относительно применения термодинамики к описанию чёрных дыр[144].
- Дидлейк, Эмма (110)[значимость?] — старейшая в США женщина — ветеран Второй мировой войны[145].
- Мркшич, Миле (68) — сербский военачальник, начальник Генерального штаба вооружённых сил Сербской Краины, осуждённый МТБЮ[146].
- Семёнов, Анатолий Владимирович (77) — актёр театра МХТ им. М. Горького, народный артист Российской Федерации (1998)[147].
- Стайнберг, Голди (114) — американская долгожительница, старейший верифицированный человек еврейского происхождения и старейшая из долгожителей российского происхождения[148].
- Ханзада, Шуджа (71) — пакистанский государственный деятель, министр внутренних дел провинции Пенджаб; убит[149].
- Хичкок, Сильвия (69) — актриса, модель, обладательница титулов «Мисс США» (1967) и «Мисс Вселенная» (1967), рак[150].
- Чмырёва, Наталья Юрьевна (57) — советская теннисистка, заслуженный мастер спорта СССР[151].
- Яроцкий, Роберт (83) — польский писатель и журналист[152].

## 15 августа

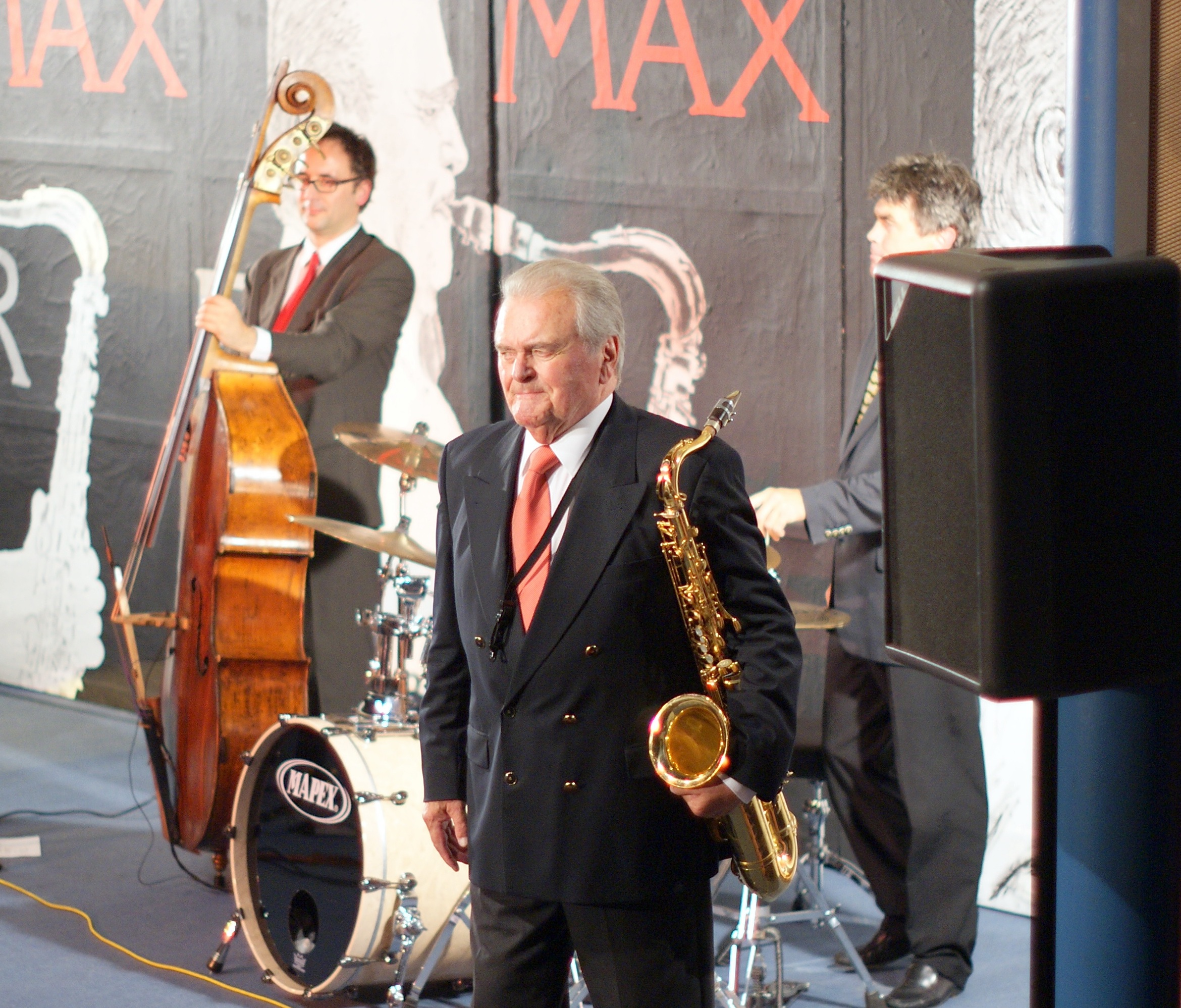
Макс Грегер

- Бикомагу, Жан (?) — бурундийский военный деятель, начальник генерального штаба и руководитель армии Бурунди периода гражданской войны в Бурунди (1993—2005); убит[153].
- Бонд, Джулиан (75) — американский активист правозащитного движения, председатель Национальной ассоциации содействия прогрессу цветного населения (1998—2010)[154].
- Грегер, Макс (89) — немецкий саксофонист и руководитель джаз-оркестра[155].
- Гуль, Хамид (80) — пакистанский военный деятель, генеральный директор Межведомственной разведки (1987—1989)[156].
- Де ла Руа, Хорхе — руководитель разведки Аргентины (СИДЕ) (1999)[157].
- Малюга, Николай Григорьевич (79) — советский и российский агроном, доктор сельскохозяйственных наук, профессор, заслуженный деятель науки Российской Федерации (1995), лауреат премии Совета Министров СССР (1981)[158].
- Мендивиль, Мануэль (80) — мексиканский спортсмен-конник, бронзовый призёр летних Олимпийских игр в Москве (1980)[159].
- Овдиенко, Людмила Николаевна[укр.] (67) — советская и украинская поэтесса и журналист, жена фотохудожника Константина Бобрищева (о смерти стало известно в этот день)[160].
- Сембелло, Дэн (52) — американский композитор, лауреат премии «Грэмми» (1986)[161].
- Саммерс, Джаз (71) — американский музыкальный менеджер[162].
- Чирбес, Рафаэль (66) — испанский писатель, лауреат национальной литературной премии (2014)[163].

## 14 августа

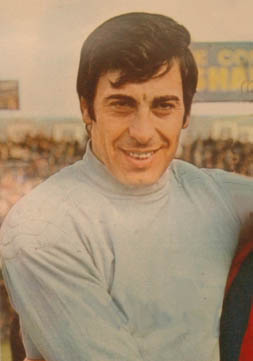
Агустин Сехас

- Богомолов, Олег Тимофеевич (87) — советский и российский экономист-международник, академик РАН (1991; академик АН СССР с 1981)[164].
- Вейке, Фердинанд (90) — эстонский актёр и режиссёр, основатель и первый режиссёр Государственного кукольного театра Эстонской ССР (1952—1980)[165].
- Джонстон, Боб (83) — американский продюсер[166]
- Журавель, Сергей Борисович (61) — белорусский актёр театра и кино, народный артист Беларуси (2011), актёр Национального академического театра имени Янки Купалы (с 2009)[167].
- Протасенко, Владимир Фёдорович (76) — советский киноактёр, отец певицы Анастасии[168].
- Руднев, Вячеслав Иванович (56) — российский актёр театра и кино («Пётр Лещенко. Всё, что было...»)[169].
- «Сехас, Агустин (70) — аргентинский футбольный вратарь (Расинг», национальная сборная)[170].
- Стивс, Карен (64) — американская спортсменка по конному спорту, чемпион и серебряный призёр летних Олимпийских игр в Лос-Анджелесе (1984)[171].

## 13 августа

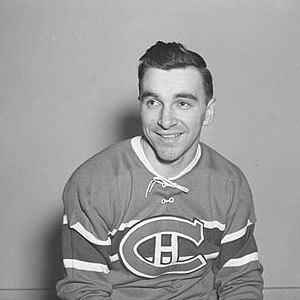
Боб Филлион

- Ватбан Ибрагим ат-Тикрити (62 или 63) — иракский политический деятель, министр внутренних дел Ирака (1991—1995), брат Саддама Хусейна, умер в тюрьме[172].
- Жансен, Пьер (85) — французский композитор[173][174].
- Косяк, Юрий Фёдорович (88) — советский инженер-конструктор, профессор, лауреат Государственной премии УССР в области науки и техники (1979), депутат Верховного Совета СССР 9-го и 10-го созывов (1975—1984)[175].
- Ройзман, Абрам Яковлевич (83) — советский и белорусский шахматист, международный мастер ИКЧФ (1995), международный арбитр (1995)[176].
- Савов, Николай (?) — болгарский режиссёр театра и концертных программ, педагог, муж профессора Димитрины Гюровой[177].
- Смилтинер, Шломо (99) — израильский шахматист[178].
- Филлион, Боб[англ.] (95) — канадский хоккеист, выступавший за «Монреаль Канадиенс» в 1943—1951 годах, двукратный обладатель Кубка Стэнли[179].
- Скуиня, Аусма (84) — советский и латвийский архитектор[180].
- Эмер, Флавио (46) — итальянский писатель[181].

## 12 августа

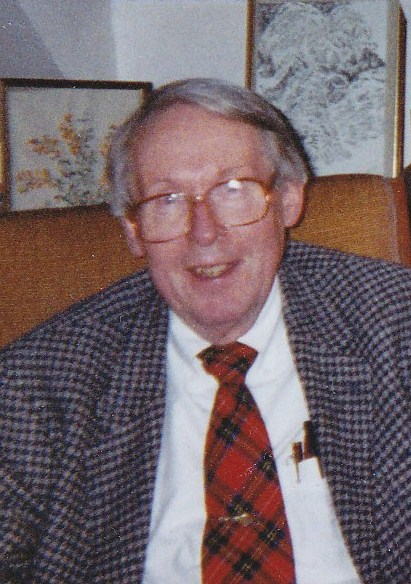
Яакко Хинтикка

- Дьяков, Анатолий Фёдорович (78) — советский и российский энергетик, министр топлива и энергетики Российской Федерации (1991), председатель правления РАО ЕЭС России (1992—1997), член-корреспондент РАН (1994)[182].
- Еремеев, Игорь Миронович (47) — украинский политик и бизнесмен, депутат Верховной Рады Украины; последствия травмы[183].
- Касымов, Эльдар (37) — узбекский футболист, нападающий[184].
- Льюис, Стивен (88) — британский актёр[185].
- Платонов, Сергей (30)[значимость?] — российский музыкант, басист панк-группы «Пурген»[186].
- Скотт, Джон Гэвин (59) — британский органист и хормейстер[187].
- Скрипниченко, Георгий Сергеевич (74) — белорусский художник-сюрреалист[188].
- Смилтинер, Шломо (99) — израильский шахматист[178].
- Снегур, Александр Яковлевич (62) — молдавский политик и бизнесмен, депутат первого парламента Республики Молдова[189].
- Хазан, Лев Яковлевич (68) — советский и латвийский врач-диетолог, разработчик «лиепайской диеты»[190].
- Хинтикка, Яакко (86) — финский философ и математик, лауреат Премии Рольфа Шока, иностранный член Российской академии наук (1999)[191].

## 11 августа

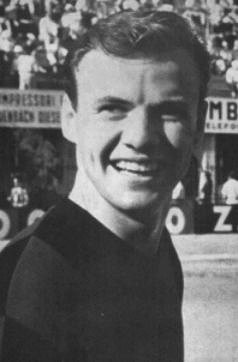
Харальд Нильсен

- Аш-Шериф, Нур (69) — египетский актёр[192].
- Блюм-Квятковский, Герард Юрген (Герард Квятковский) (84) — польский художник[193].
- Колло, Серж (91) — французский альтист и музыкальный педагог[194].
- Мелик-Шахназарян, Левон Грантович (57) — армянский политолог, руководитель аналитического центра «Восканапат»[195].
- Нильсен, Харальд (73) — датский футболист, серебряный призёр летних Олимпийских игр в Риме (1960)[196].
- Сулейманов, Магомед Алиевич (39) — деятель дагестанского бандподполья, один из руководителей группировки Имарат Кавказ; убит[197].

## 10 августа
- Арсенишвили, Заира Ивановна (81) — советская и грузинская писательница и киносценарист («Когда зацвёл миндаль», «Несколько интервью по личным вопросам», «День длиннее ночи», «Вальс на Печоре» и др.)[198] Архивная копия от 19 сентября 2020 на Wayback Machine.
- Барышев, Борис Павлович (77) — главный тренер сборных СССР и России по конькобежному спорту (1976—1998), заслуженный тренер СССР, отец Варвары Барышевой[199].
- Боярчук, Александр Алексеевич (84) — советский и российский астроном, директор Крымской обсерватории, директор Института астрономии Российской академии наук (1987—2003), академик РАН (1991; академик АН СССР с 1987)[200].
- Герц, Михаил Михайлович (63) — украинский композитор-песенник[201].
- Дас, Сунил (76) — индийский художник-постмодернист[202].
- Солопов, Владимир Алексеевич (89) — советский и российский актёр, артист Ярославского театра драмы им. Ф. Волкова, народный артист РСФСР (1967)[203].

## 9 августа
- Арсенишвили, Заира Ивановна (81) — советская и грузинская писательница и сценарист, лауреат Государственной премии СССР.
- Ван Нер, Пит (79) — нидерландский футбольный вратарь, игрок «Виллем II» и МВВ[204].
- Гиффорд, Фрэнк (84) — игрок в американский футбол и спортивный комментатор США[205].
- Голд, Джек (85) — британский режиссёр[206].
- Гордынец, Олег Альбертович (53) — белорусский оперный певец (бас)[207] Архивная копия от 12 августа 2015 на Wayback Machine.
- Гостев, Борис Иванович (87) — советский государственный деятель, министр финансов СССР (1985—1989)[208].
- Зейналов, Мубариз Гасанович (70) — советский азербайджанский футболист, игрок бакинского «Нефтчи» (1966—1967 и 1968—1972), бронзовый призёр чемпионата СССР (1966)[209].
- Оливьер, Джонатан (38) — британский балетный танцовщик; ДТП[210].
- Саакян, Геворг (34) — армянский журналист, главный редактор информационного сайта Term.am[211].
- Холланд, Джон Генри (86) — американский учёный, разработчик теоремы схем[212].
- Шеридан, Сьюзэн (68) — британская актриса[213].

## 8 августа

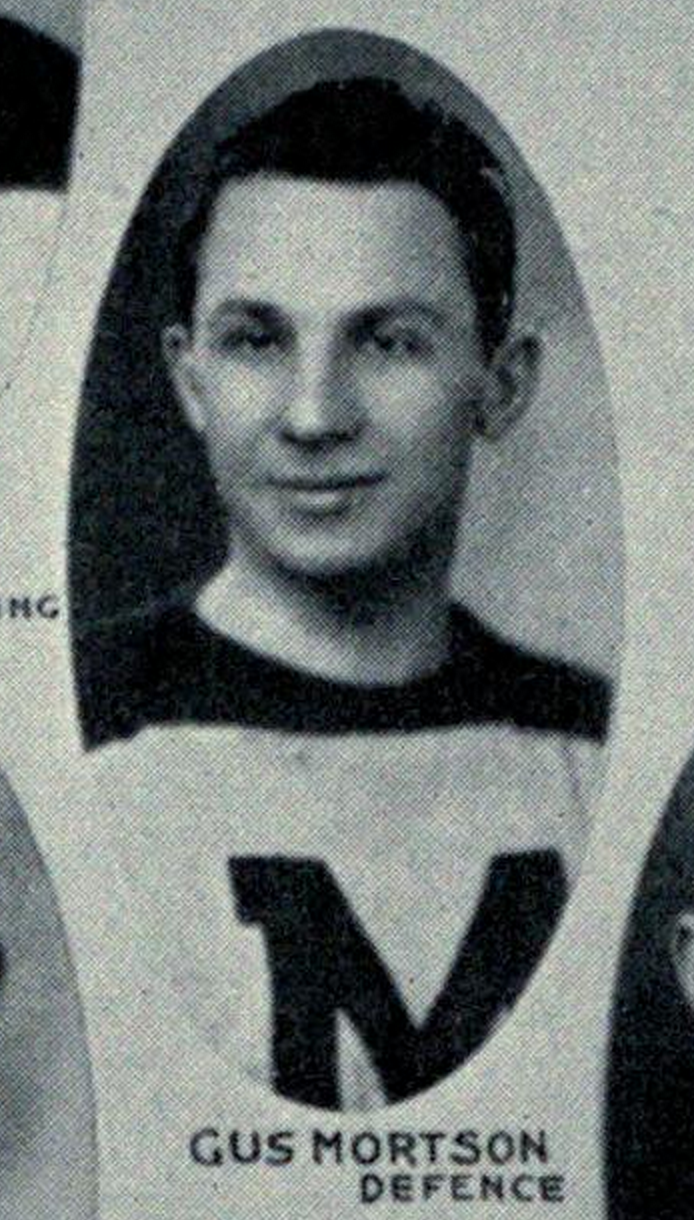
Гас Мортсон

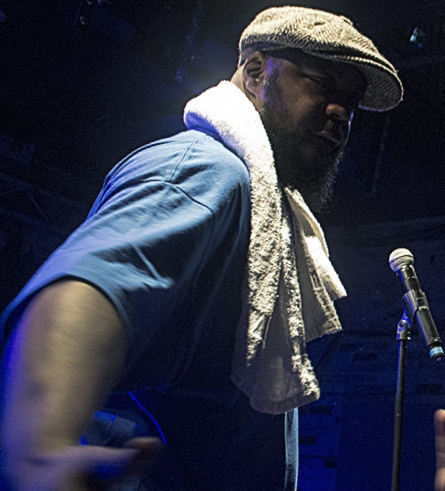
Шон Прайс

- Макговерн, Энн (85) — американская детская писательница[214].
- Мортсон, Гас (90) — канадский хоккеист («Торонто Мейпл Лифс», «Чикаго Блэкхокс»)[215].
- Османов, Магомед-Нури Османович (91) — советский и российский дагестанский ученый-исламовед и иранист, профессор, лауреат Государственной премии Российской Федерации, заслуженный деятель науки Российской Федерации (2003)[216].
- Пономаренко, Владимир Петрович (66) — советский и российский музыкант, участник ВИА «Красные маки»[217].
- Прайс, Шон (43) — американский рэпер[218].
- Черешниченко, Святослав Геннадьевич (28) — российский актёр театра и кино, музыкант («Эра Стрельца 3»)[219].
- Кремлёв, Виктор Васильевич (62) — советский и российский киноактёр («Раз на раз не приходится», «Убить дракона»)[220].
- Шимони, Абнер (87) — американский физик и философ[221].

## 7 августа

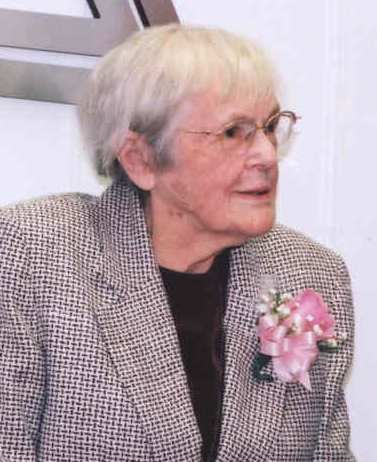
Фрэнсис Келси

- Анслах, Сольвейг (54) — исландский режиссёр и сценарист, лауреат Каннского (2001) и Венецианского (2012) кинофестивалей[222].
- Вирвос, Костас (89) — греческий поэт-песенник[223] Архивная копия от 25 сентября 2015 на Wayback Machine.
- Вэй Цзяньсин (84) — китайский политик, заведующий Организационным отделом ЦК КПК (1985—1987), глава Центральной комиссии КПК по проверке дисциплины (1992—2002)[224]
- Келси, Фрэнсис (101) — американский фармаколог[225].
- Контрерас, Мануэль (86) — глава чилийской тайной полиции ДИНА (1973—1977)[226].
- Косьмин, Анатолий Иванович (87) — советский партийный и общественный деятель, председатель Таганрогского горисполкома (1969—1982), почётный гражданин Таганрога[227].
- Лурье, Самуил Аронович (73) — советский и российский писатель и историк литературы[228].
- Снелл, Джерри (?) — канадский актёр и музыкант[229][230].
- Соколов, Виктор Фёдорович (86) — советский кинорежиссёр, сценарист, заслуженный деятель искусств РСФСР (1987)[231].
- Эванс, Терренс (81) — американский актёр[232].

## 6 августа

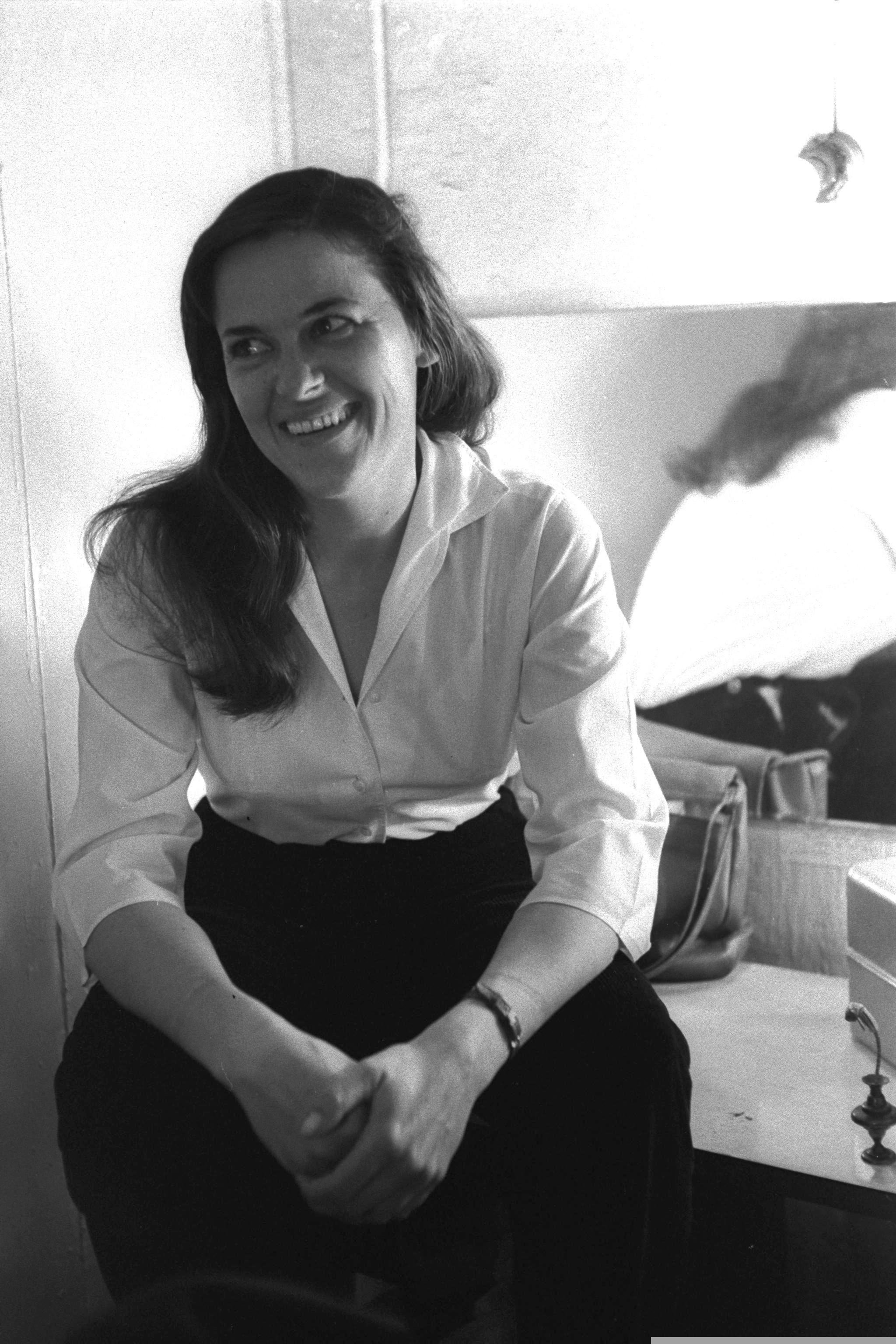
Орна Порат

- Добреску, Мирча (84) — румынский боксёр наилегчайшей весовой категории, серебряный призёр Олимпийских игр в Мельбурне (1956), обладатель двух серебряных медалей чемпионата Европы[233].
- Дойч, Роберт (59) — главный раввин Венгрии (с 1988)[234].
- Линдквист, Улла (75) — шведская ориентировщица, первая чемпионка мира и Европы по спортивному ориентированию[235].
- Негрун, Алексей Александрович (43) — российский хоккеист, вратарь, мастер спорта СССР (1990) по хоккею с мячом; инфаркт[236].
- Пахомов, Андрей Алексеевич (68) — советский и российский график, действительный член Российской академии художеств, заслуженный художник Российской Федерации (1999), сын художника Пахомова Алексея Фёдоровича[237].
- Порат, Орна (91) — израильская театральная актриса, лауреат премии Израиля[238].
- Робинсон, Шон — американский киноактер и каскадёр (тело найдено в этот день)[239].
- Саггс, Луиза[англ.] (91) — американская гольфистка, одна из соосновательниц Женской профессиональной ассоциации гольфа США (LPGA) и победительница ряда турниров[240].
- Сунь Юцзюнь (82) — китайский детский писатель[241].
- Хонелия, Рауль Акибеевич (77) — советский и российский историк, профессор, создатель и заведующий кафедрой истории и теории международных отношений Абхазского государственного университета, сын ученого и ректора Абхазского государственного университета Акибея Хонелии[242].

## 5 августа

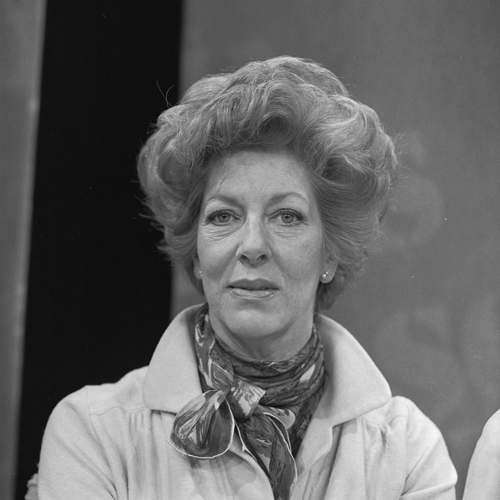
Эллен Фогель

- Атерли, Ана (86) — португальский поэт, переводчик, историк литературы, художник и кинорежиссёр-экспериментатор[243].
- Бойм, Светлана (56) — российско-американская писательница и деятель образования, профессор славянского и сравнительного литературоведения Гарвардского университета[244].
- Волвин, Филипп (68) — британский морской путешественник, муж художницы Кейти Спенсер; несчастный случай[245].
- Гуричев, Андрей Викторович[укр.] (24) — украинский спортсмен, чемпион мира по пауэрлифтингу[246].
- Ингаллс,Джойс (65) — американская актриса[247].
- Коул, Джордж (90) — британский актёр[248].
- Кошеленко, Геннадий Андреевич (80) — советский и российский археолог, специалист в области истории Древней Греции, античного Причерноморья и эллинистического Востока, член-корреспондент РАН (2006)[249].
- Ливитт, Рафи (66) — пуэрто-риканский композитор и пианист[250] Архивная копия от 25 сентября 2015 на Wayback Machine.
- Плажевский, Ежи (90) — польский историк кино и кинокритик[251].
- Попов, Васил Николов (81) — болгарский актёр, артист Болгарского театра сатиры и кино[252].
- Русалиева, Мария (87) — болгарская актриса, артистка Театра болгарской армии и кино («Семья Калинковых», «Рыцарь без брони», «Любимец 13», «La Donna E Mobile»)[253].
- Уайз, Херберт (90) — британский режиссёр[254].
- Фогель, Эллен (93) — нидерландская актриса[255].
- Хердман, Марк (83) — британский дипломат, губернатор Британских Виргинских островов (1986—1991)[256].

## 4 августа

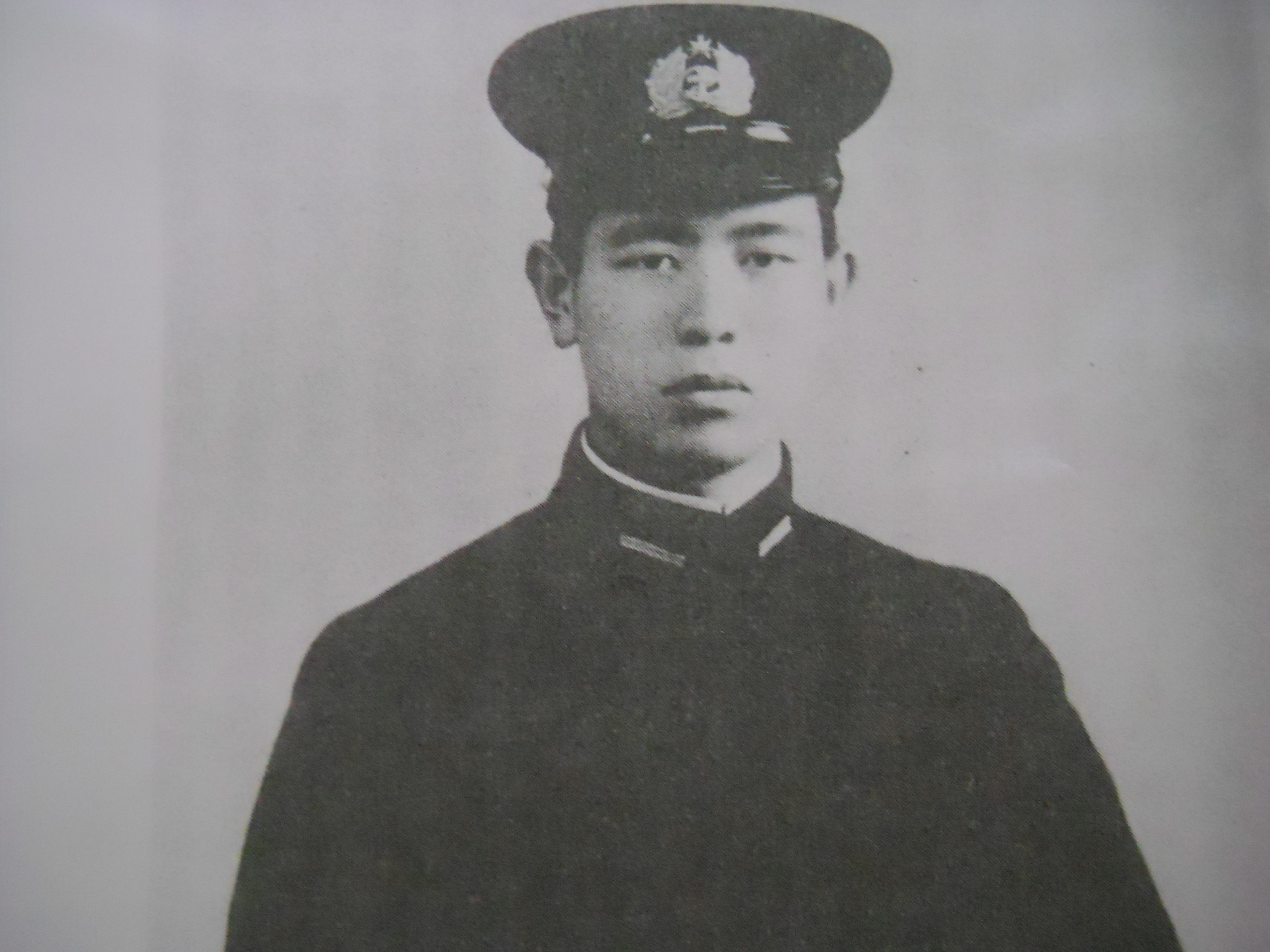
Хироюки Агава

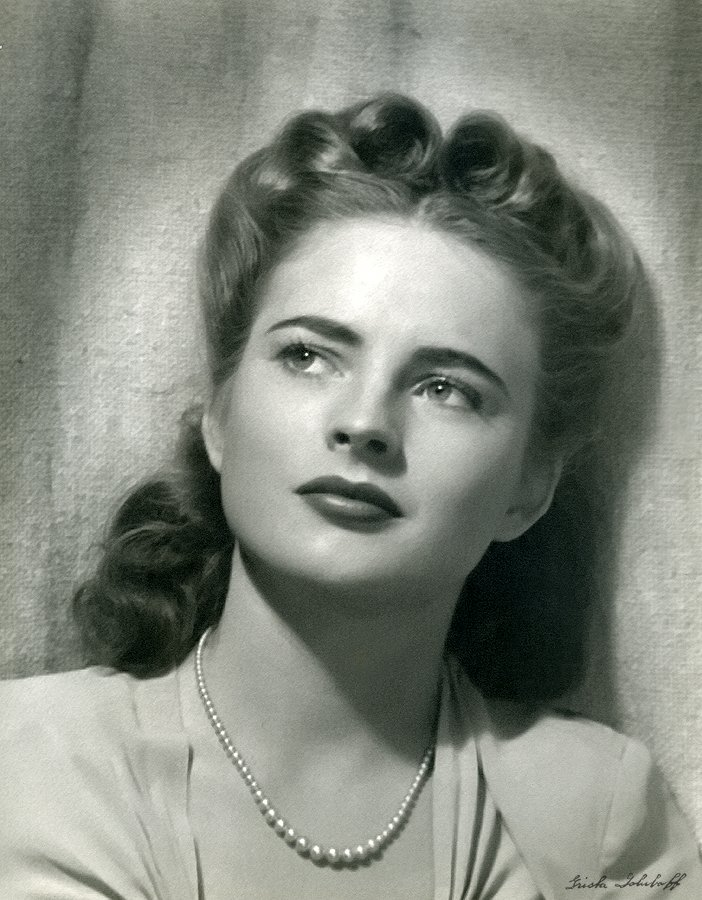
Колин Грэй

- Амано, Такаси (61) — японский фотограф, аквариумист и аквадизайнер[257].
- Ахмерова, Таниля Айсаевна (65) — советская и азербайджанская актриса, заслуженная артистка Азербайджана[258].
- Валяциньский, Адам (86) — польский композитор и музыковед[259].
- Георгиев-Гец, Иван Георгиев (57) — болгарский кинорежиссёр, киносценарист и кинопродюсер, педагог, сын актёра Георги Георгиева-Геца[260].
- Дагрон, Жильбер (83) — французский историк-византинист, профессор Коллеж де Франс (1975—2001)[261].
- Дуйсекеев, Амангельды Дуйсекеевич (72) — советский и казахстанский детский хирург, доктор медицинских наук, профессор, заслуженный врач Республики Казахстан, заслуженный деятель Казахстана, депутат Мажилиса парламента Республики Казахстан, проректор Казахского национального медицинского университета (с 2009)[262].
- Куриленко, Дмитрий (32) — российский художник, композитор и автор текстов песен группы «Нога неба»; самоубийство[263].
- Манро, Лес (96) — новозеландский пилот, последний остававшийся в живых участник операции Chastise[264].
- Маслов, Борис Степанович (86) — советский и российский учёный в области сельскохозяйственной мелиорации, академик ВАСХНИЛ (1991), академик РАН (2013)[265].
- Начински, Герд (86) — немецкий композитор[266][267].
- Одака, Сэм (83) — угандийский государственный деятель, министр иностранных дел Уганды (1964—1971)[268].
- Пронин, Юрий Владиславович (56) — советский и российский актёр театра и кино, заслуженный артист России[269].
- Рудометкин, Джон (75) — американский баскетболист[270].
- Свифт, Лела — американский режиссёр, чётырёхкратный лауреат премии «Эмми»[271].
- Хилль, Ахим (80) — восточногерманский гребец, двукратный олимпийский серебряный призёр летних Игр в Риме (1960) и в Токио (1964)[272].
- Шерилл, Билли (78) — американский композитор-песенник и музыкальный продюсер[273].

## 3 августа

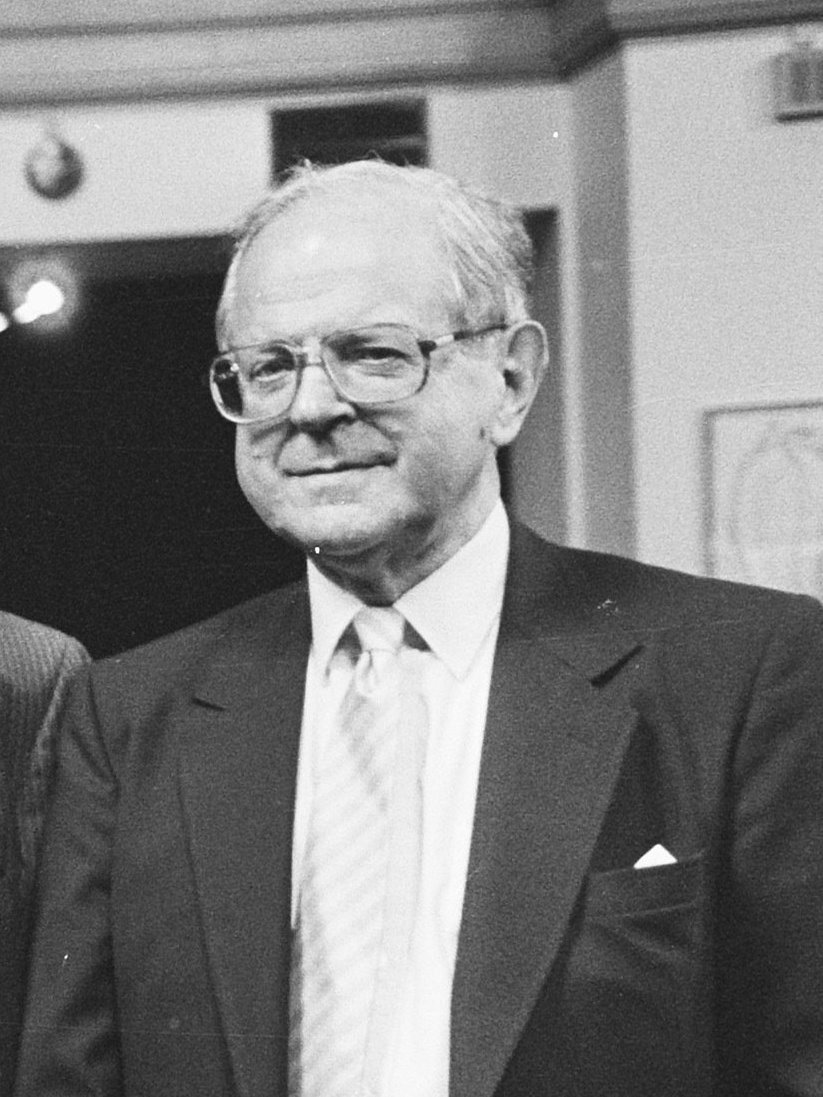
Роберт Конквест

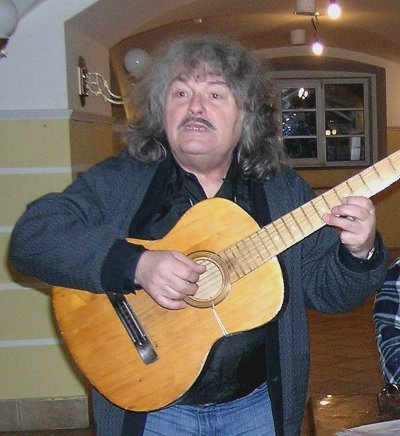
Александр Лобановский

- Агава, Хироюки (94) — японский писатель и литературный критик, представитель литературной группы «Третьи новые»[274].
- Айкарди, Жан (88) — французский невропатолог, чьим именем названы синдром Айкарди и синдром Айкарди — Гутьеррес[275].
- Белозерцев, Анатолий Константинович (74) — советский и российский поэт и прозаик, председатель Челябинского отделения Союза писателей России[276].
- Грэй, Колин (92) — американская актриса[277].
- Кассиса, Сальваторе (93) — католический архиепископ Монреале (1978—1997)[278].
- Квандт, Йоханна (89) — немецкая бизнес-леди и общественная деятельница, благотворительница, совладелица концерна BMW, вдова бизнесмена Герберта Квандта[279].
- Конквест, Роберт (98) — британский историк, доктор философии по истории[280].
- Крумов, Красимир (59) — болгарский кинорежиссёр, теоретик кино, педагог[281].
- Лобановский, Александр Николаевич (80) — советский и российский бард, режиссёр массовых праздников и эстрады[282].
- Мэннинг, Линн (60) — американский актёр[283].
- Риджи, Джованни (90) — глава американского мафиозного клана ДеКавальканте, послужившего прототипом главных героев телесериала «Клан Сопрано»[284].
- Скаази, Арнольд (85) — канадский модельер[285].

## 2 августа

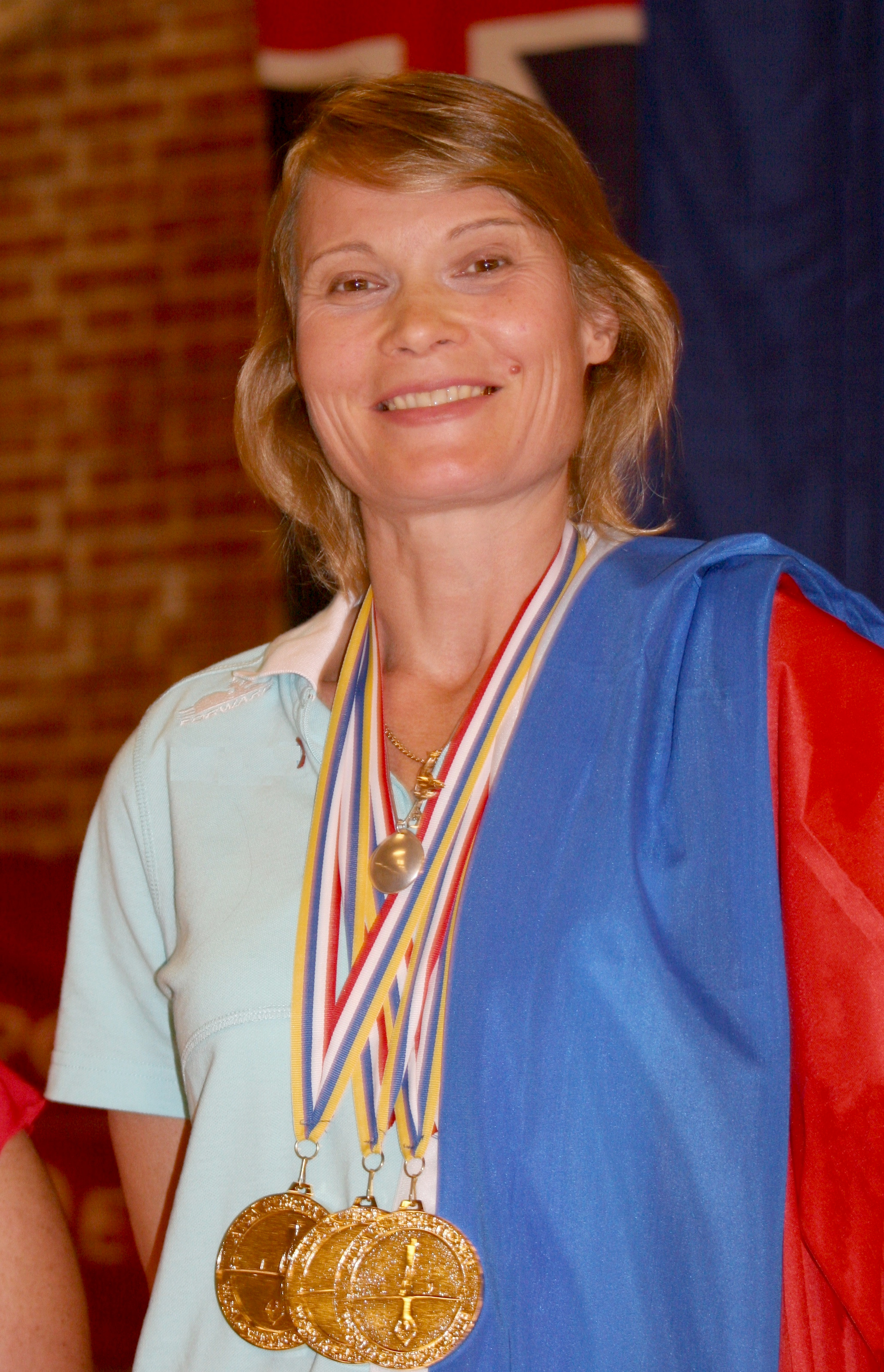
Наталья Молчанова

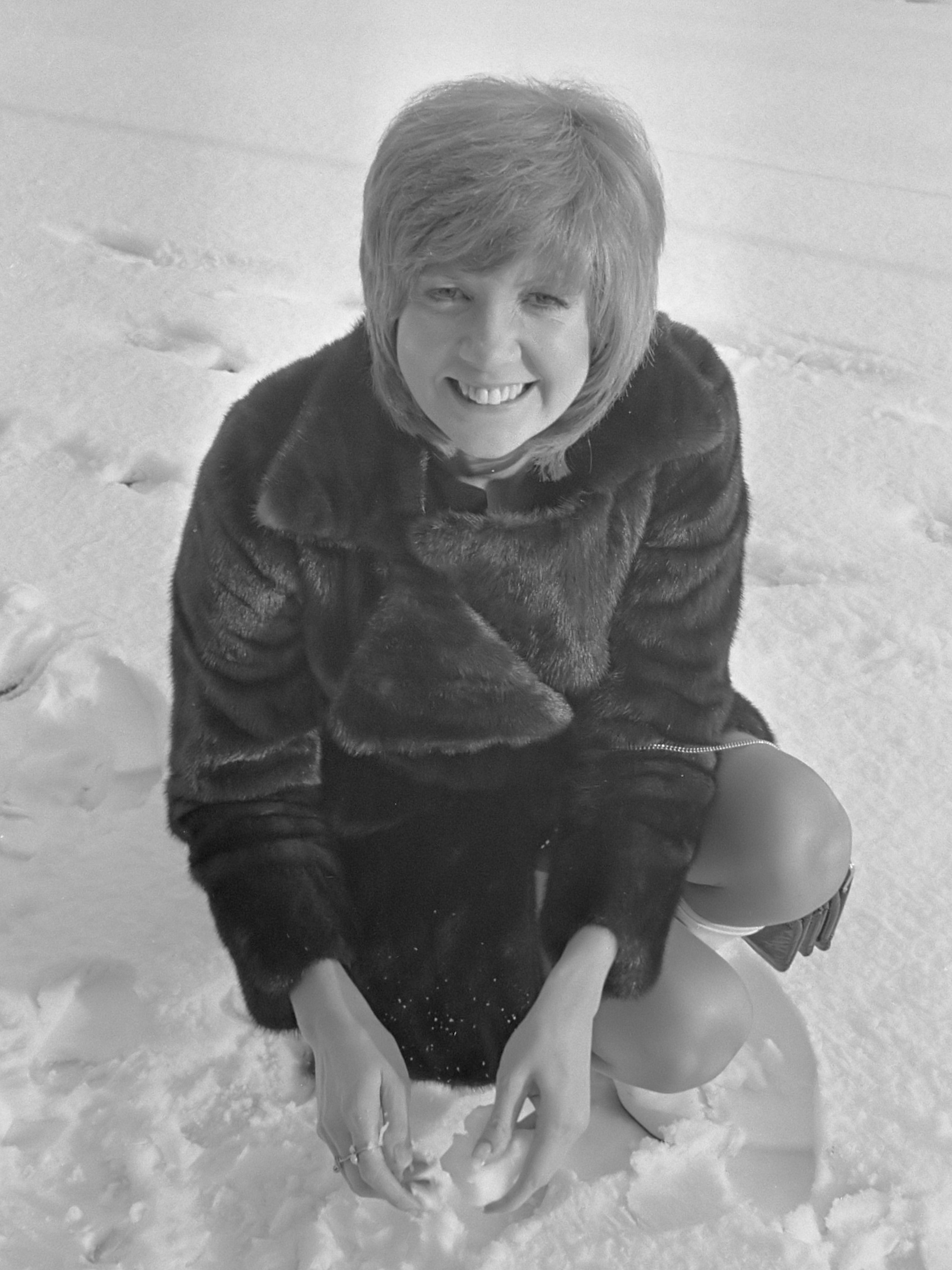
Силла Блэк

- Бёрд, Форрест (94) — американский изобретатель, конструктор оборудования для респираторной терапии, автор метода интрапульмональной перкуссионной вентиляции лёгких[286].
- Букин, Валентин Павлович (73) — советский, российский актёр театра и кино, заслуженный артист России (2003)[287].
- Драмхеллер, Тайлер (63) — американский агент разведки, руководитель европейского отдела ЦРУ (2001—2005)[288].
- Кокс, Сэмми (91) — шотландский футболист («Рейнджерс», национальная сборная)[289].
- Консо, Джованни (93) — итальянский государственный деятель, министр юстиции Италии (1992—1993)[290].
- Льюис, Кен (74) — английский певец и автор песен[291].
- Молчанова, Наталья Вадимовна (53) — чемпионка мира по фридайвингу, президент Российской федерации фридайвинга[292].
- Ншимиримана, Адольф — бурундийский военный деятель, начальник генерального штаба, организатор подавления попытки военного переворота в Бурунди (2015), генерал, убит[293].
- Силла Блэк (72) — британская певица[294].
- Франсен, Пит (79) — нидерландский футболист («Гронинген», «Фейеноорд», национальная сборная)[295].
- Чус, Алан (75) — американский писатель и литературный критик[296].

## 1 августа
- Беккенбауэр, Штефан (46) — немецкий футболист и тренер, сын Франца Беккенбауэра[297].
- Власкин, Александр Валерьевич (28)[значимость?] — российский футболист, игрок футбольных клубов Республики Мордовии; убит[298].
- Кремер, Анатолий Львович (82) — советский и российский композитор и режиссёр, заслуженный работник культуры РСФСР, муж актрисы Татьяны Шмыги[299].
- Маротта, Винсент (91) — американский предприниматель и изобретатель, создатель первой капельной кофеварки[300] Архивная копия от 28 декабря 2019 на Wayback Machine.
- Оссовский, Пётр Павлович (90) — советский и российский живописец, академик РАХ (1995), народный художник СССР (1988)[301].
- Эспанья, Бернар д’ (93) — французский физик-теоретик, доктор философских наук и автор работы о природе реальности[302].